# 上越妙高駅

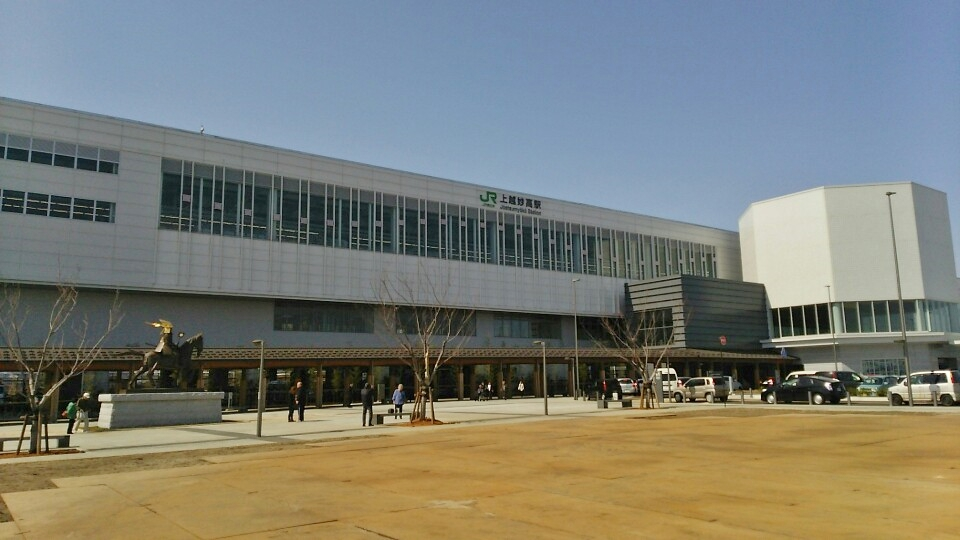
東口（2015年3月）

上越妙高駅（じょうえつみょうこうえき）は、新潟県上越市大和二丁目にある、東日本旅客鉄道（JR東日本）・西日本旅客鉄道（JR西日本）・えちごトキめき鉄道の駅である。

## 概要
当駅は上越市南部にあり、市内の高田市街地と妙高市市街地のほぼ中間に位置する。
北陸新幹線の開業に合わせて在来線（信越本線）の移設が進められ、2014年（平成26年）10月19日から旧駅舎西側120メートルの地点に建設された現在の橋上駅舎の運用が開始され、2015年（平成27年）3月14日には同新幹線の長野駅 - 金沢駅間が延伸開業し、新幹線駅舎の運用が開始された。また、同日付けで、信越本線が並行在来線としてJR東日本から経営分離され、第三セクター鉄道のえちごトキめき鉄道へ移管し、駅名を脇野田駅（わきのだえき）から改称した。

### 乗り入れ路線

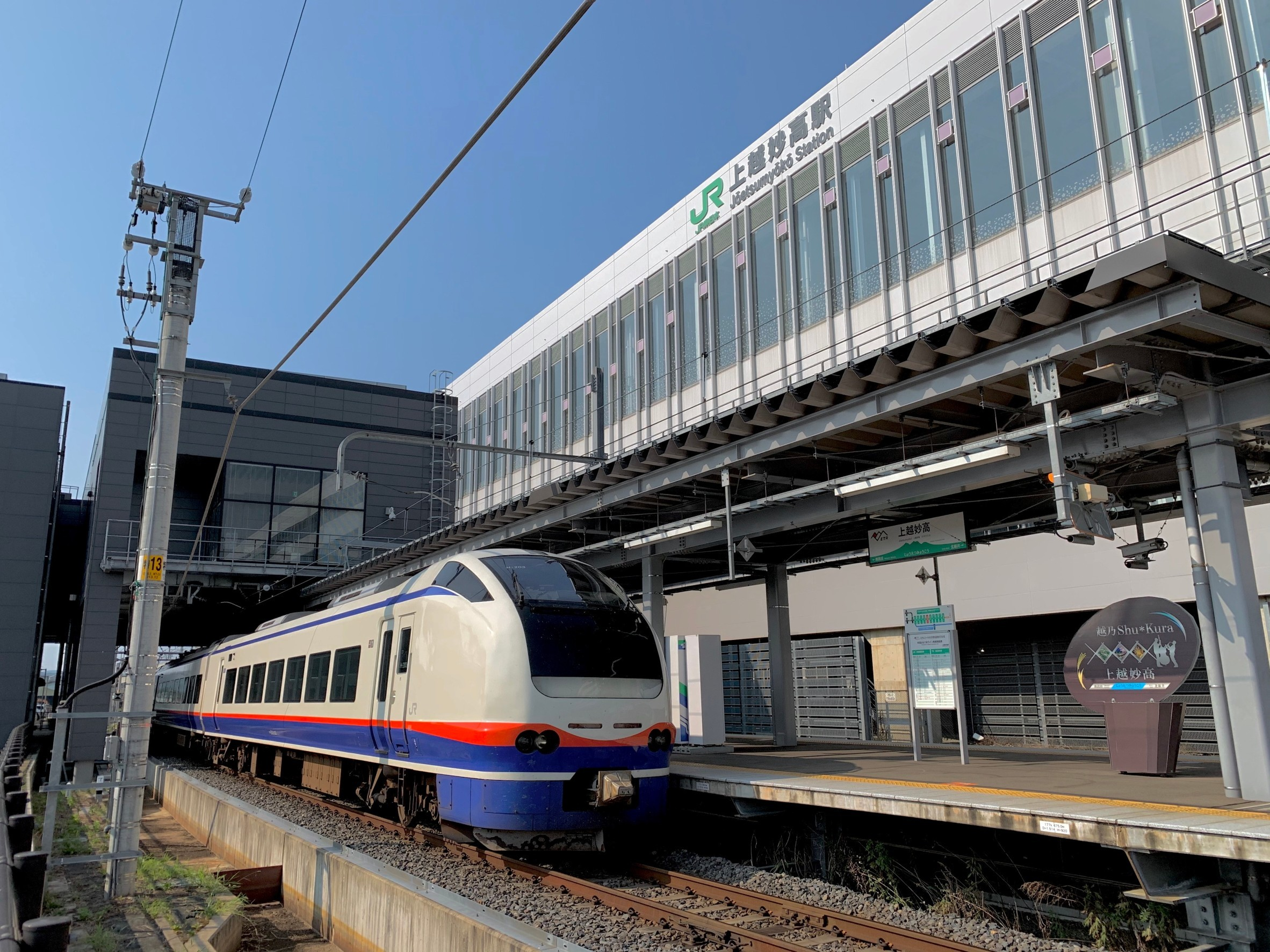
新幹線に接続する特急「しらゆき」（2020年8月）

当駅にはJR東日本・JR西日本の北陸新幹線と、えちごトキめき鉄道の妙高はねうまラインの2路線が乗り入れている。
北陸新幹線は当駅がJR東日本とJR西日本の管理境界駅となっている（駅施設はJR東日本新潟支社が管理している。詳細は後述）。一方、在来線については駅舎竣工当時から半年間はJR東日本（信越本線）の妙高高原駅 - 直江津駅間の脇野田駅であったが、北陸新幹線の開業に併せて上越妙高駅に改称し、JR東日本から経営分離され、えちごトキめき鉄道へ移管された。新たな路線名称は「妙高はねうまライン」に改称された。
北陸新幹線の定期列車のうち、「はくたか」計15往復の全列車が当駅に停車する。上り（長野・東京方面）の定期列車はいずれも金沢駅始発で、当駅の上り始発列車は7時台となることから利便性確保のため、当駅始発・長野駅終着の上り臨時「はくたか」が通年運転の臨時列車として平日朝に1本設定され、長野駅で後続の「かがやき」への乗り換えが可能となっている。新幹線延伸開業時のダイヤにおける主要駅間の所要時間は、当駅 - 東京駅間が最速で1時間46分、当駅 - 金沢駅間が各駅停車で1時間3分となっている。また、妙高はねうまラインでは新幹線との接続を考慮したダイヤが編成され、加えて新幹線と信越本線の柏崎駅・長岡駅方面との接続列車として、新潟駅 - 当駅・新井駅間の特急「しらゆき」5往復と新潟駅 - 新井駅間の快速列車（愛称なし）2往復が新設された。

## 歴史
- 1918年（大正7年）11月1日：国有鉄道・信越本線の脇野田信号場（わきのだしんごうじょう）として開設[1]。
- 1921年（大正10年）8月15日：駅に昇格し、脇野田駅（わきのだえき）となる[1][7]。
- 1927年（昭和2年）2月8日：大雪（昭和2年豪雪）のため603列車が立ち往生。地域の青年団や消防組員により炊き出しが行われる[8]。
- 1949年（昭和24年）6月1日：日本国有鉄道法施行に伴い、日本国有鉄道（国鉄）に継承。
- 1966年（昭和41年）8月24日：信越本線のうち、当駅を含む長野駅 - 直江津駅間が電化（直流1,500V）。
- 1987年（昭和62年）4月1日：国鉄分割民営化により、東日本旅客鉄道（JR東日本）の駅となる。
- 2003年（平成15年）3月：信越本線のうち、当駅を含む黒姫駅 - 越後石山駅間がCTC・PRC化[JR 4]。
- 2013年（平成25年）6月7日：北陸新幹線の駅名を「上越妙高駅」とすることを発表[JR 5]。
- 2014年（平成26年）
  - 10月19日：信越本線の当駅付近の新線の運用を開始し、駅舎を上越市大和五丁目（当時）地内へ移設。在来線駅舎および東西自由通路「脇野田通り」が供用開始[JR 2][9]。
  - 11月5日：旧駅舎の撤去工事を開始[News 7]。
- 2015年（平成27年）
  - 3月14日：北陸新幹線 長野駅 - 金沢駅間延伸開業に伴い、新幹線駅舎の供用を開始[JR 3][News 8]。同時に駅名を上越妙高駅（じょうえつみょうこうえき）に改称[News 3][News 9]。信越本線の長野駅 - 直江津駅間が経営分離されえちごトキめき鉄道へ移管し、路線名を妙高はねうまラインに改称。また、当駅で北陸新幹線へのアクセスを目的に特急「しらゆき」が運行を開始し、当駅が終点および始発駅で新潟駅まで運行される。2001年11月30日の特急みのり長野行廃止以来、実に13年3か月ぶりに当駅‐直江津駅間に在来線の特急列車が復活した。
  - 10月1日：えちごトキめき鉄道のダイヤ一部変更に伴い、在来線駅舎の窓口営業終了時刻を19時20分から22時15分に延長[10]。
- 2016年（平成28年）3月26日：北陸新幹線でSuica FREX/FREXパルが利用できるようになる[JR 6]。
- 2018年（平成30年）
  - 3月17日：ダイヤ改正で新たにあいの風とやま鉄道線・日本海ひすいライン（泊駅 → 新井駅間）の直通列車が設定された。
  - 12月1日：町区域の変更により、駅の住所が大和五丁目から大和二丁目に変更[News 1]。
- 2019年（平成31年）3月30日：びゅうプラザが閉店。開店から4年で撤退となった。
- 2020年（令和2年）3月14日：新幹線eチケットサービスを開始[JR 7]。
- 2021年（令和3年）3月13日：北陸新幹線（長野方面）で、タッチでGo!新幹線のサービスを開始[JR 8]。

## 駅構造
在来線駅舎は2014年（平成26年）10月19日、新幹線駅舎は2015年（平成27年）3月14日に、それぞれ運用が開始された。
信越本線の新線への切り替え工事は2014年（平成26年）10月18日夜から翌10月19日早朝の間に実施し、同日の始発から在来線駅の営業を開始し、前述のとおり新幹線開業までの間は引き続き「脇野田駅」として営業していた。また上越市は移設に合わせ、新幹線・在来線両駅舎2階の改札口に面する東西自由通路「脇野田通り」と、西口駅前広場の供用を同日から開始した。移設完了時点では東口側の駅前広場は未整備だったが、2015年3月13日から車両乗り入れ等の暫定供用が開始され、引き続き旧線施設の撤去などの施工が進められた。なお、旧駅舎の撤去作業は2014年（平成26年）11月5日から7日にかけて、旧駅舎付近の長谷川八郎顕彰碑や記念植樹などを東西の駅前広場内へ移設・移植する作業は駅移設後から11月にかけて、それぞれ実施された。
東口側に面する新幹線駅舎のデザイン原案は「『さくらと雪の平原』 - 心地よい軽やかさと繊細さ」で、鉄道建設・運輸施設整備支援機構が2010年（平成22年）6月に上越市から要請を受けて作成し、同年10月25日に提示した3案のデザインから、市の諮問機関が同年11月29日に選定した「A案」を基に設計されたもので、外装部は高田城址公園に舞う桜と高田平野の雪景色をテーマにデザインされ、白を基調とした外壁には風に舞う桜の花びらを模した、桜色のパネルが曲線的に配置されている。また、新幹線・在来線両駅舎と自由通路の内装は「和モダン」をテーマにデザインされており、天井や壁面などの内装部材には越後杉などの県内産木材が使用されている。

### JR東日本・JR西日本
東口側の新幹線駅舎は前述のとおり、JR東日本新潟支社長岡統括センターが管理する直営駅（駅長配置）で、自駅のみの管理駅として運営が行われている。
駅舎3階に設けられたホームはフロア全体がスノーシェルターで覆われた高架構造で、島式ホーム2面4線を有する。通過線はないが、主本線となる内側の上下2線のホームは高速通過が可能な設計が用いられ、列車通過時の安全確保のため、列車とホームの間隔が通常の新幹線駅のホームよりも4 cm程度広く取られている。4線すべてにホームドア（可動式安全柵）が設置されているほか、両ホームには待合室と喫煙所が各1箇所設けられている。シェルターの窓ガラスには桜吹雪のプリントが施されているほか、発車メロディには上越市大潟区出身の小山作之助作曲の唱歌「夏は来ぬ」が使用されている（発車メロディ決定の経緯は後述）。なお、当駅は北陸新幹線でJR東日本と西日本の境界駅となっているが、乗務員交代は長野駅で行われている（経緯）。
駅機能は自由通路に面する2階のコンコースに設けられている。改札口には自動改札機が4通路（入場用1通路、出場用1通路、両用2通路（内1通路は車イス対応））設置されており、全通路で新幹線eチケットサービスやタッチでGo!新幹線が利用できる。改札機に隣接する有人改札は、カウンター設置のウォークスルー型となっている。このほか、改札内にはトイレや待合室などが設けられている。
また、改札外にはみどりの窓口が設けられている。自動券売機と指定席券売機は、みどりの窓口横とコンコース内の2箇所に設置されている。みどりの窓口や指定席券売機のいずれも、JRグループのインターネット予約サービスのうち、JR東日本の「えきねっと」とJR西日本の「e5489」に対応している。
このほか、改札外にはコンビニエンスストア「NewDays」、地域産業・観光PRスペース、コインロッカー（Suica対応型）などが設けられている。コンコース内の柱面には桜吹雪のプリントガラスが施されているほか、木製ベンチの素材には形状に変化のある根曲り杉を有効活用するなど、随所で木質化が図られている。
なお、バリアフリー対策として、改札内コンコースと両ホームの間にはエレベーター各1基、エスカレーター上下各1基が設置されているのをはじめ、改札内のトイレにはオストメイト対応の多機能トイレが、同トイレ横には授乳スペースとして利用できるベビー休憩室が、改札外コンコースの自由通路沿いには音声案内装置を備えた触地図が設けられている。

#### のりば
東側から順に、下記のように配置されている。
| 番線   | 事業者   | 路線       | 方向 | 行先                 | 備考             |
| ------ | -------- | ---------- | ---- | -------------------- | ---------------- |
| 11・12 | JR東日本 | 北陸新幹線 | 上り | 長野・高崎・東京方面 | 当駅始発は11番線 |
| 13・14 | JR西日本 | 北陸新幹線 | 下り | 富山・金沢・敦賀方面 |                  |

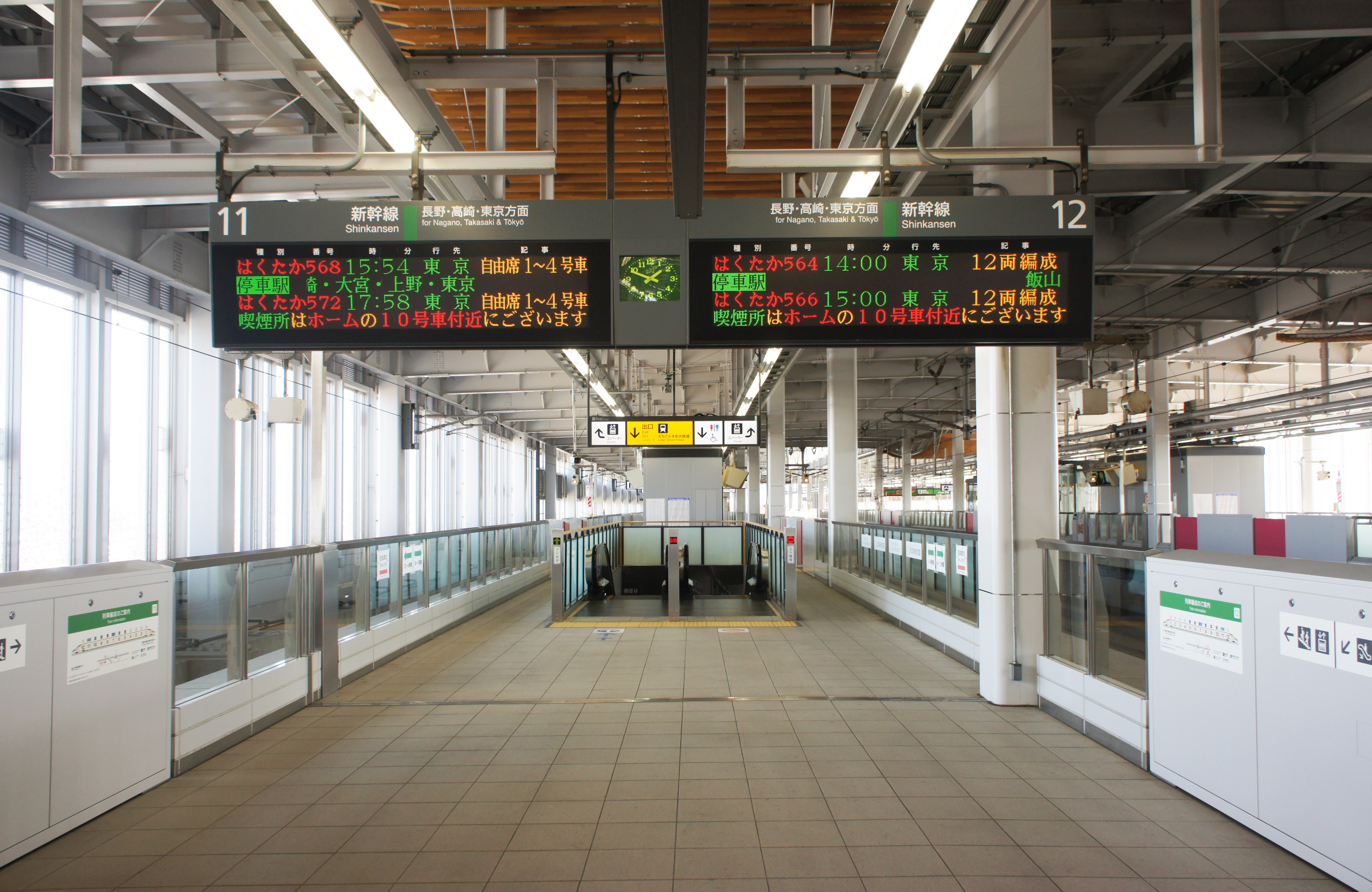
11・12番線ホーム（2021年8月）
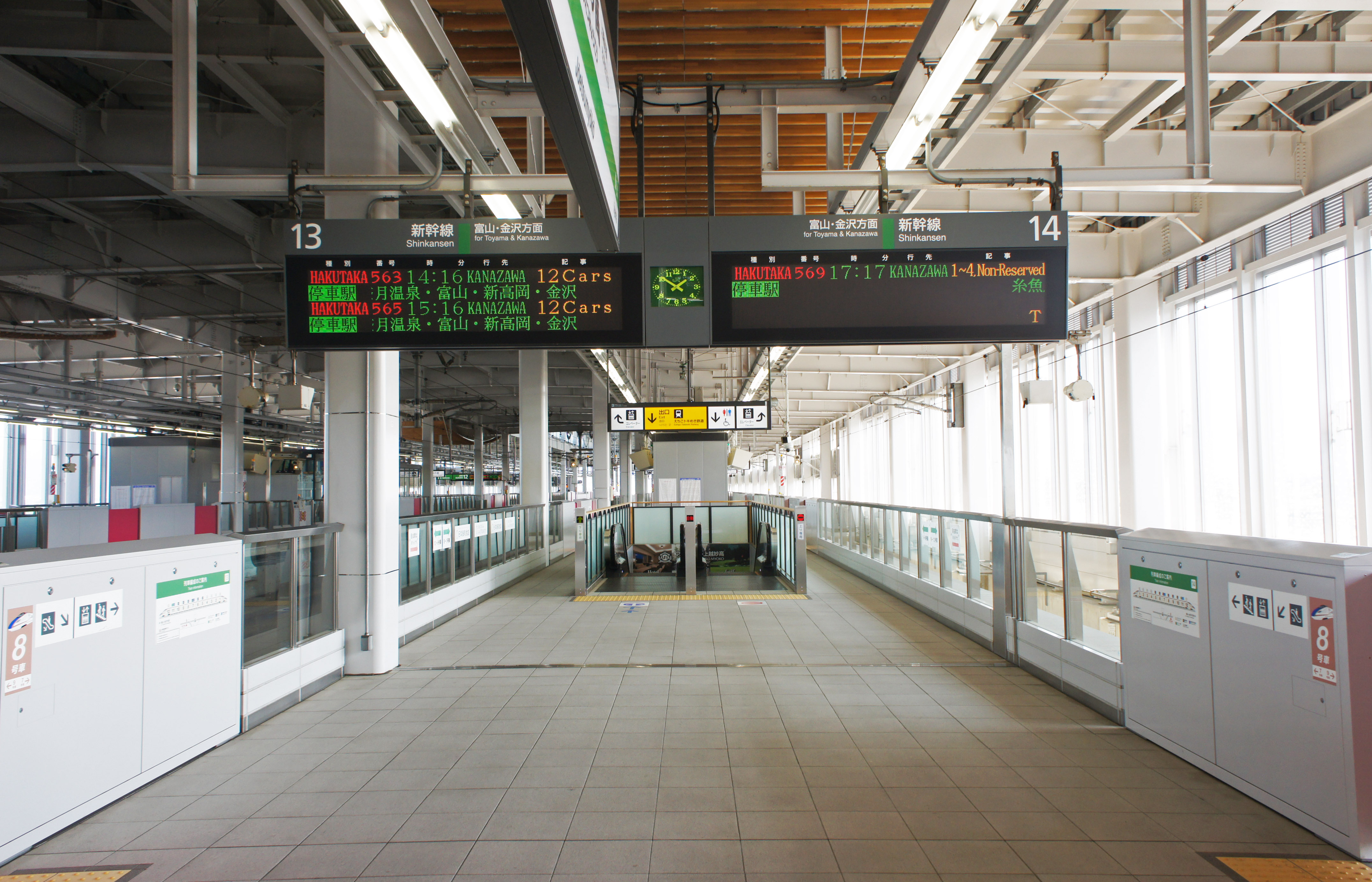
13・14番線ホーム（2021年8月）

### えちごトキめき鉄道
西口側の在来線駅舎は地上駅で、2階に駅舎を有する橋上構造となっており、島式ホーム1面2線（7両編成対応：有効長145メートル）が設けられている。
えちごトキめき鉄道が直営駅として管理を行っている。早朝や深夜に発着するワンマン列車では、切符の収集・運賃精算は車内で行われるが、通常は改札口にて改札業務が実施される。
駅構内には有人改札口・窓口・タッチパネル式自動券売機・化粧室・屋内待合室が設置されている。
JR東日本新潟支社管内の特別企画乗車券のうち、えちごトキめき鉄道の区間が含まれる「えちごツーデーパス」と「しらゆきWきっぷ」は線内の主要駅でも取り扱っているが、当駅では新幹線駅舎の窓口・指定席券売機でのみ発売しており、在来線駅舎の窓口では取り扱っていない。
このほか、改札内コンコースには自動販売機・トイレ・待合室が設けられている。在来線駅舎でも壁面やコンコース柵の素材として越後杉が用いられるなど、随所で木質化が図られている。
バリアフリー対策として改札内コンコースとホームの間にはエレベーター1基が設置されている。
なお、在来線駅舎は移管前の2015年（平成27年）3月13日までの半年間はJR東日本新潟支社が「脇野田駅」として管理しており、ジェイアール新潟ビジネスが受託する業務委託駅で、直江津駅が管理していた。有人窓口のほか、自動券売機はタッチパネル式が1台設置されていた。駅名は前述のとおり、新幹線開業および信越本線の移管に伴い改称された。なお、移設前の旧駅舎の構造については別途後述する。

#### のりば
| のりば | 路線                | 方向 | 行先             |
| ------ | ------------------- | ---- | ---------------- |
| 1・2   | ■妙高はねうまライン | 上り | 妙高高原方面     |
| 1・2   | ■妙高はねうまライン | 下り | 高田・直江津方面 |

- 一線スルー方式となっており、列車の行き違いがない場合は上下とも1番線を使用する。
- 2番線は列車交換時のほか、当駅始発列車などが使用する。

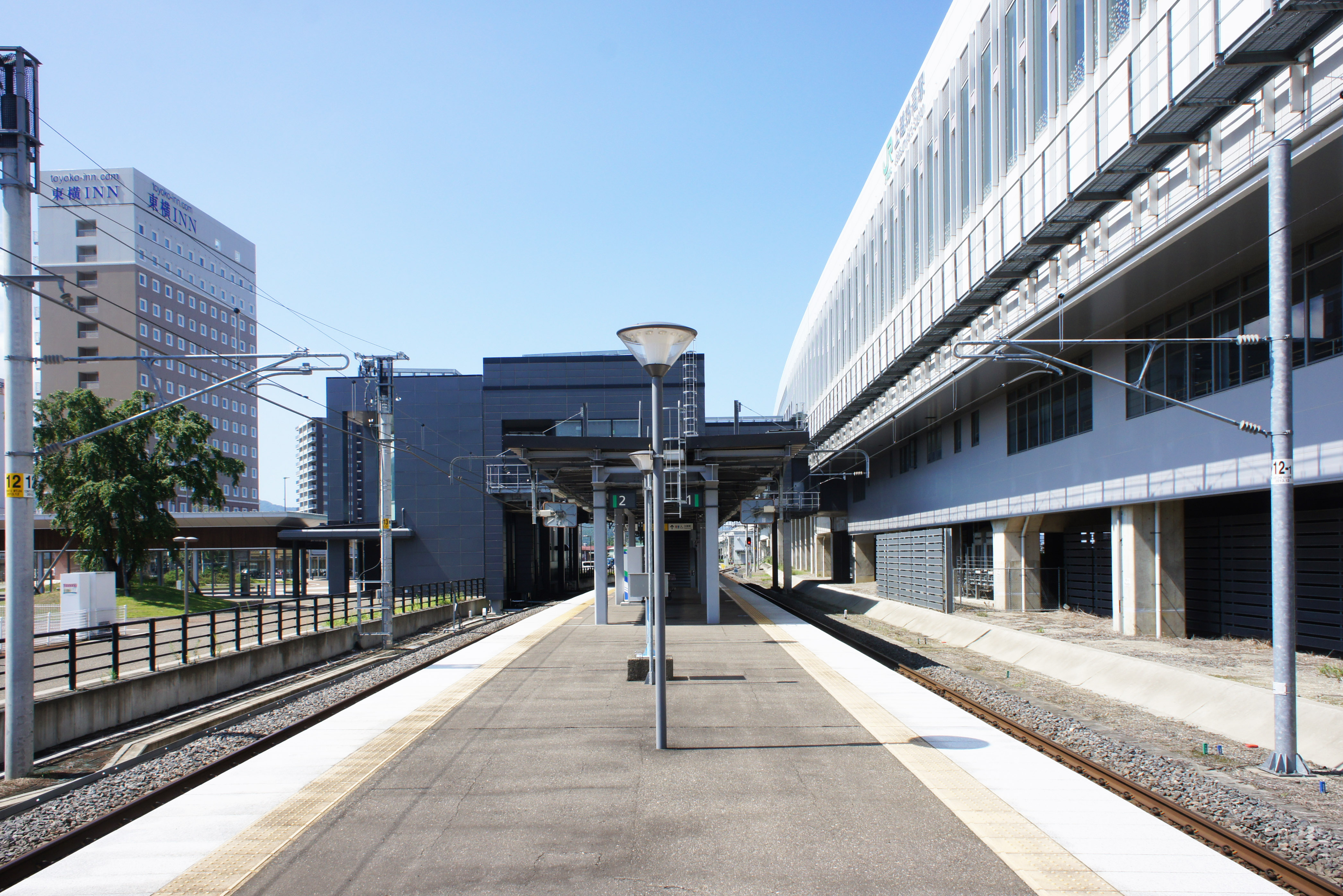
ホーム（2021年8月）
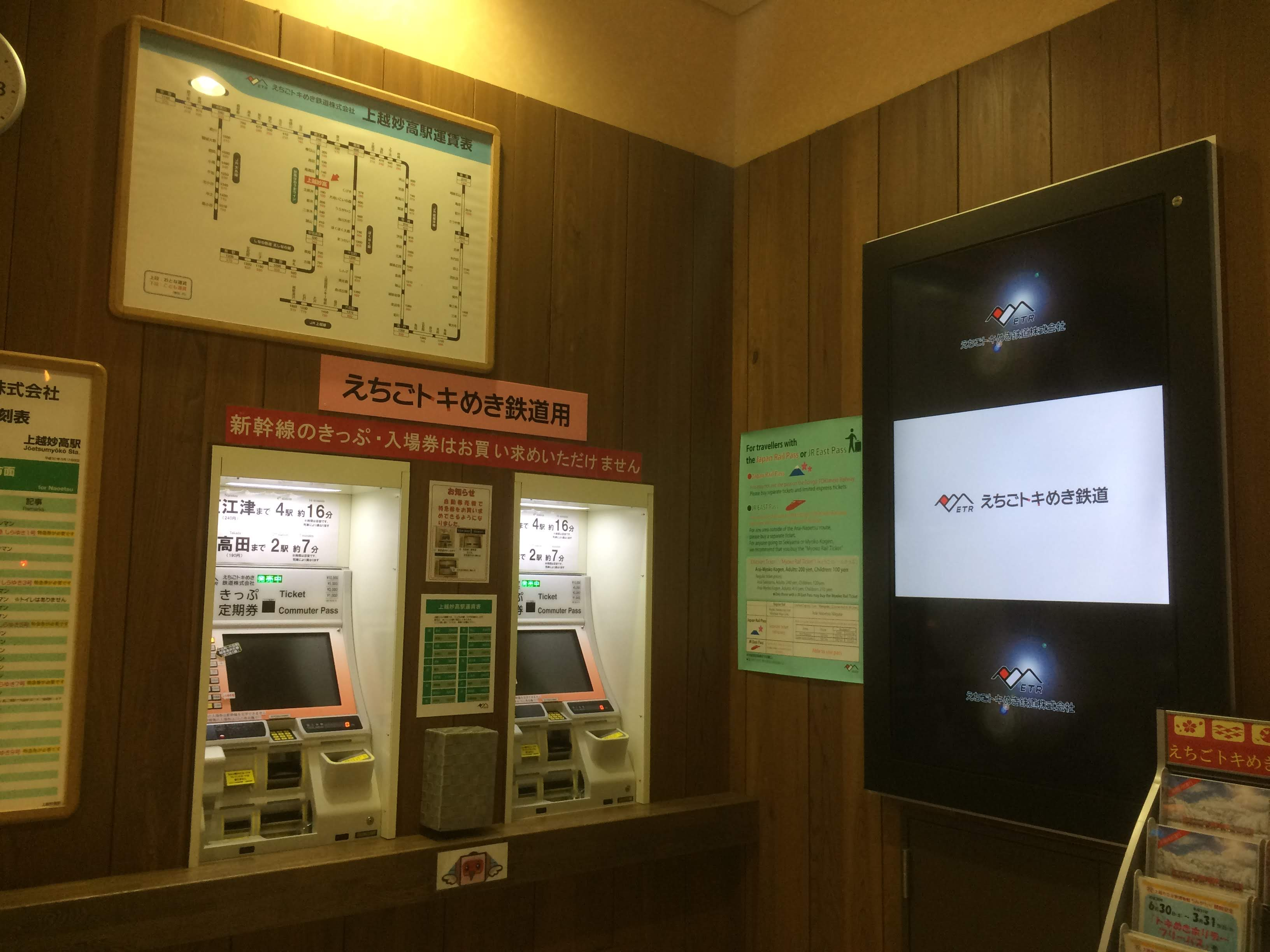
定期券対応のタッチパネル式自動券売機

### 自由通路・駅出入口

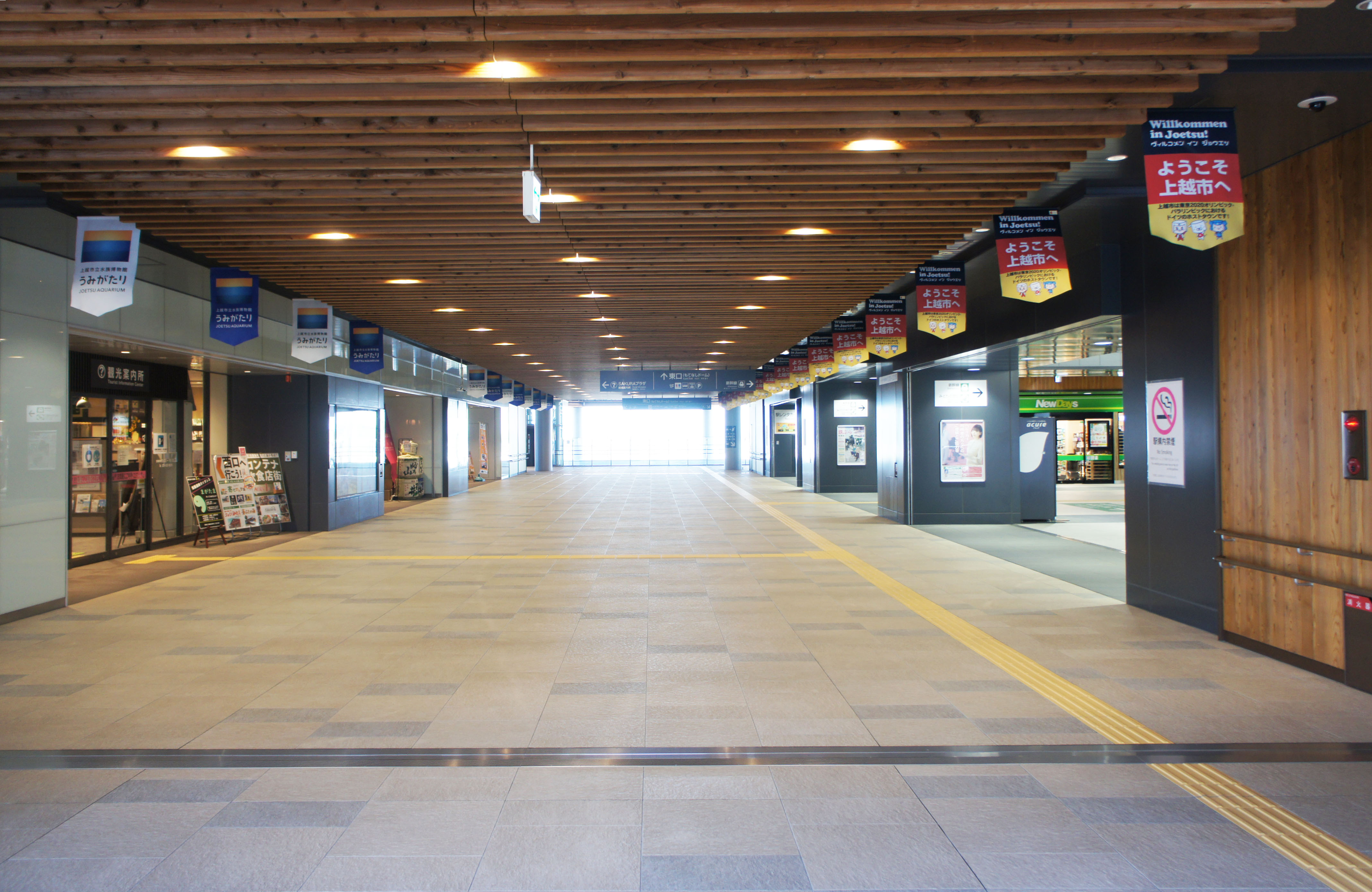
コンコース（2021年8月）

新幹線・在来線の各コンコースは、自由通路に面する2階に設けられている。相互間の乗り換え専用通路は設けられておらず、乗り換え動線は自由通路を経由する経路のみとなる。
自由通路（上越妙高駅自由通路）は上越市が管理しており、2階平面部の延長約61メートル、幅約10メートルを有し、東西双方に昇降施設が設けられている。終日通行可能で、歩行者のほか自転車も通行できるが、自転車は危険防止のため押して徒歩で通行する必要がある。この自由通路の愛称「脇野田通り」は駅周辺のかつての地名で、旧駅名でもある「脇野田」に由来している。

#### 駅ビル
自由通路の新幹線コンコース向かい側（北側）には観光・物販施設「SAKURAプラザ」が設けられている。上越市がJR東日本から高架下空間を借り受けて整備し、下記4つのスペースから構成される床面積約322平方メートルの施設で、新幹線開業日にオープンし営業が開始された。
- 観光案内所・待合スペース
  - 運営：上越観光コンベンション協会
- フードコート「7つのおもてなし」[News 4]
  - 運営：J-ホールディングス（市の第三セクター7社の持株会社）
- 物販スペース「SAKURAプラザ」[News 4]
  - 運営：上越商業サービス公社
- 弁当・物産店「駅弁山崎屋」[News 4]
  - 運営：ホテルハイマート（直江津駅の構内営業事業者）

駅弁10種程度を販売している。主な販売品目は後述する。
観光案内所を除く3つの店舗スペースでは、Suica電子マネーが利用できる。
なお、プラザの自由通路沿いには120インチのデジタルサイネージが、観光案内所内には60インチのタッチパネルビジョンおよび情報検索用パソコン2台がそれぞれ設置されているほか、館内では公衆無線LANのサービスが提供されている。

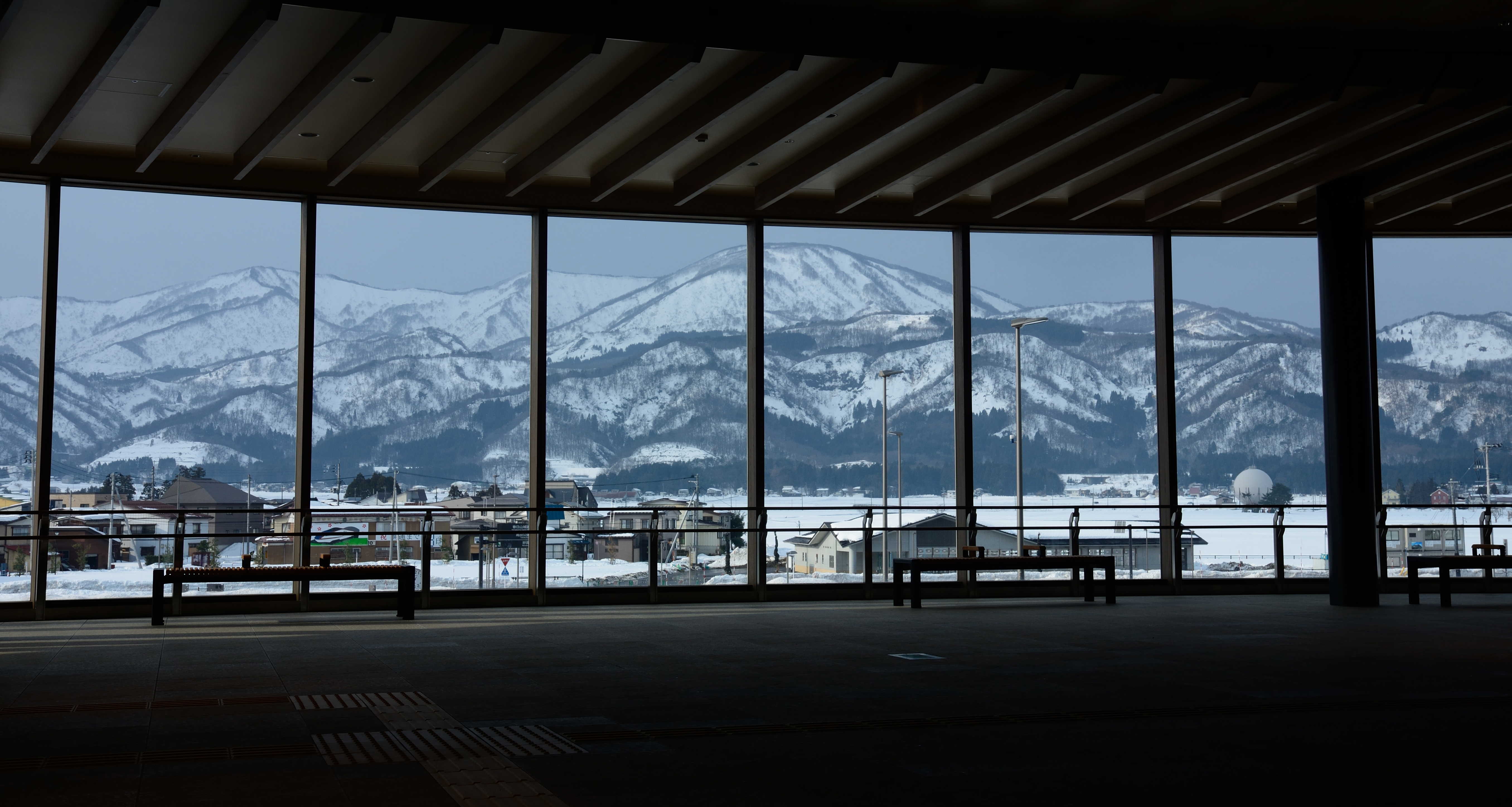
自由通路西口側「光のテラス」からの眺め
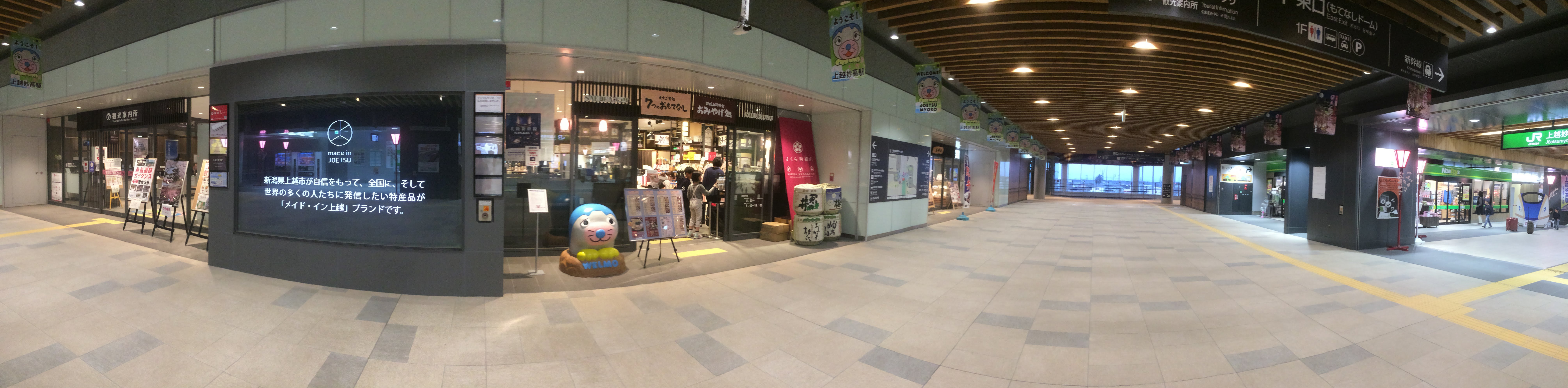
SAKURAプラザ（パノラマ撮影）

#### 東口
東口側のエントランスホール「もてなしドーム」の内装は最上部にガラスブロック、内部に越後杉を採用し、昼間は雪の結晶、夜間は灯篭や行燈を模した空間演出が施される。東口駅前広場は、上越市高田・直江津地区や妙高市新井地区など中心市街地への結節点となることから「都市との対峙」をコンセプトとしており、広場内の歩行者道には周辺地域の市街地に古くから残る雁木を模した「駅雁木」と呼ばれるシェルター（上屋）が、延長約172メートルにわたって整備されている。また歩行者道上には旧脇野田駅舎前から移設された丸型の郵便ポストが設置されている。
なお、ドーム内にはバリアフリー対策としてエレベーター1基、エスカレーター上下各1ユニット（エスカレーターホールに踊り場があり、上下各2基設置）が設置されているほか、1階バスロータリー横のトイレにはオストメイト対応の多機能トイレが併設されている。
東口駅前広場には南北に2箇所のロータリーが設けられ、北側は路線バスやタクシーなどの公共交通が乗り入れる。南側は一般車専用のロータリーで、中心部には一時利用者向けの駐車場が設けられている。上越大通りや都市計画道路脇野田岡原線と接続する上越妙高駅前交差点までの間は、愛称「さくらゲート」としてシンボルロードが整備され、自転車歩行者道沿いにはヤエザクラなどが植栽されている。
南側ロータリー南側の駅舎沿いに設けられた緑地帯（竹林）には「長谷川八郎顕彰碑」が建立されている。長谷川八郎は旧脇野田駅の開設に尽力した当時の和田村の大地主で、駅建設のために自ら所有する30,000平方メートル以上に及ぶ土地を寄付するなど、積極的に運動を行った。長谷川は1929年（昭和4年）7月8日に死去したが、生前の功績を称えるため地元企業や住民らが有志を募って顕彰碑を造り、1934年（昭和9年）10月に旧脇野田駅舎向かい側に建立され、駅移設に伴って2014年（平成26年）11月に東口駅前広場内へ移設された。表面の「故長谷川八郎君之碑」の碑文は当時の内田信也鉄道大臣の揮毫を基に刻まれ、裏面には「農村振興 駅新設 道路開鑿 物資集散 等之功労者」と、その功績が記されている。
また、南側ロータリー南側のイベント広場には「馬上謙信公像」が設置されている。上越市内の企業が「上越妙高駅周辺に上杉謙信の像を造り、地域をアピールしてほしい」として、市に6500万円を寄付したのを契機に事業が進められ、上越教育大学名誉教授で彫刻家の峯田敏郎が「心技体が充実した、川中島の戦いの頃の30代の謙信」をイメージして製作し、富山県中新川郡立山町の黒谷美術がブロンズ像として鋳造したもので、2015年（平成27年）3月2日に設置工事が行われ、新幹線開業前日の3月13日に除幕式が行われた。
ジェイアール東日本レンタリースが運営する「駅レンタカー上越妙高営業所」は、南側ロータリー沿いの高架下に設けられている。
なお、東口駅前広場は駅移設以降も施工が続けられており、広場北側に仮歩道を設置した仮供用が移設日から実施されていたが、車両の乗り入れなどの暫定供用が新幹線開業前日の2015年（平成27年）3月13日午後から開始された。

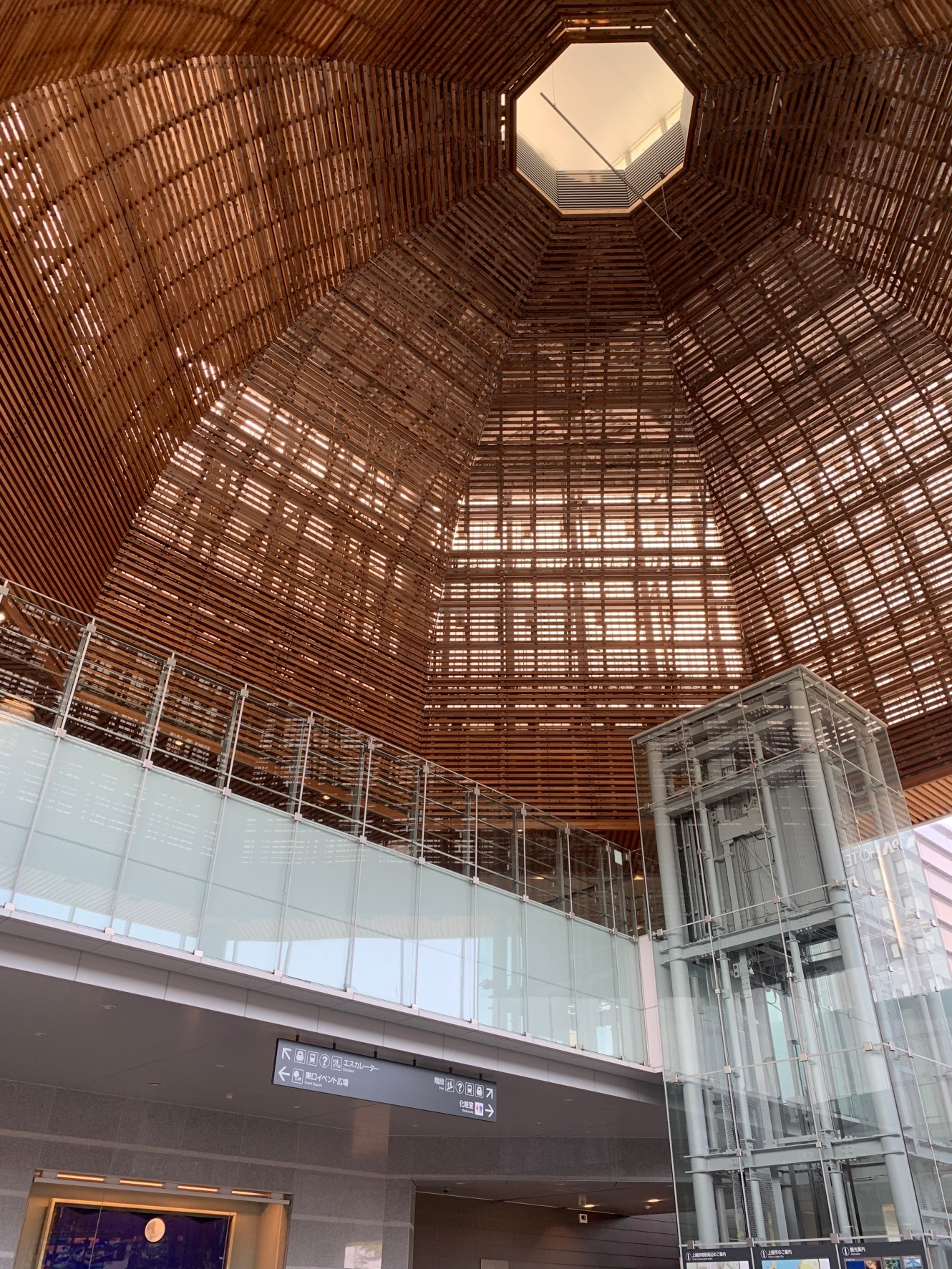
もてなしドーム（2020年8月）
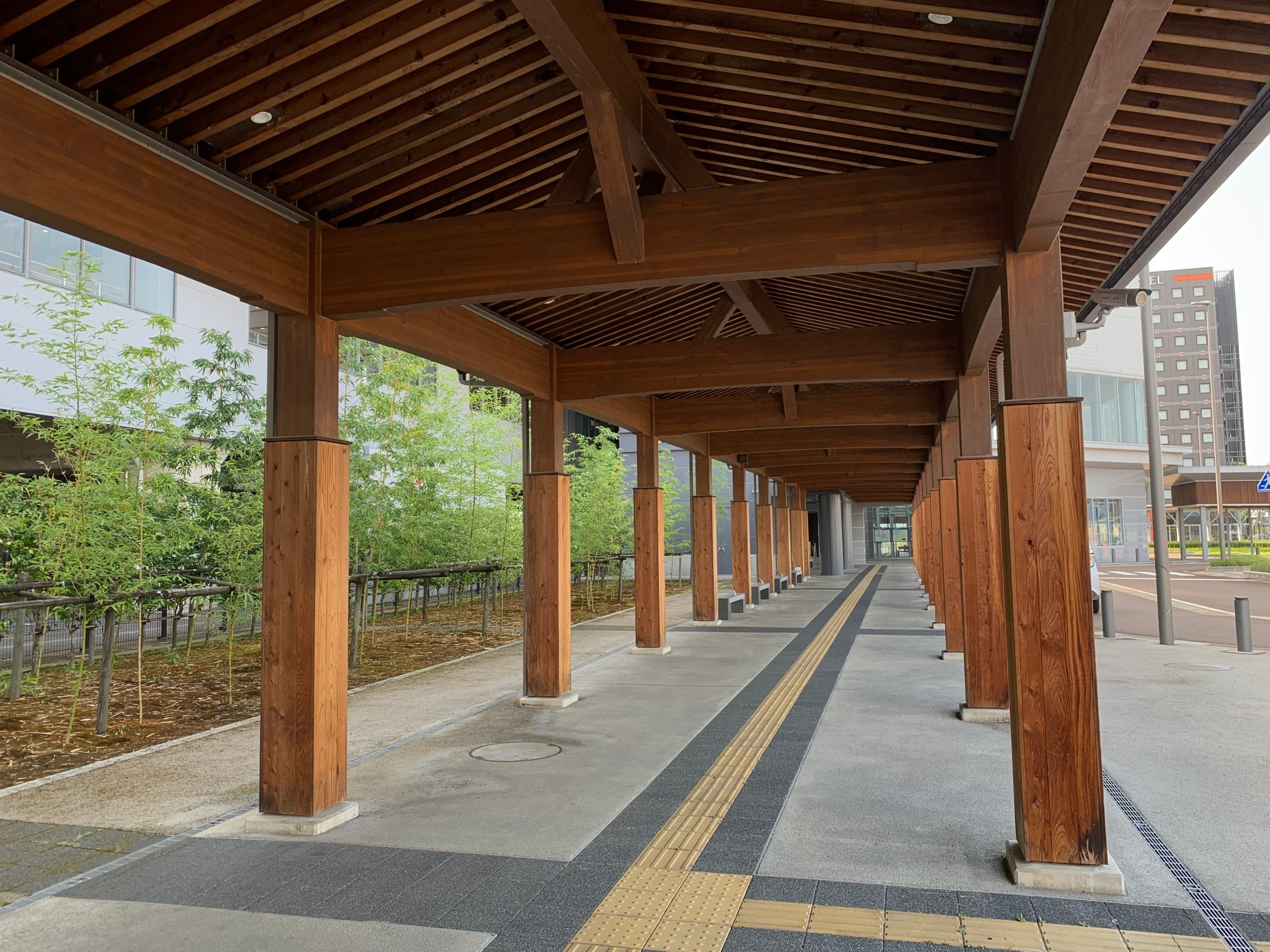
駅雁木（2020年8月）

#### 西口
西口側の展望デッキ「光のテラス」からは妙高山や火打山・焼山など市域西側に広がる妙高連山を望むことができる。駅舎移設に合わせて供用が開始された西口駅前広場は、前述の山々や田園風景を望む立地に因み「大自然との対峙」をコンセプトとしている。西口正面を西進する市道も東口側同様、愛称「さくら回廊」としてシンボルロードとなり、自転車歩行者道沿いにはサトザクラなどが植栽されている。また広場南側には高田城址公園の桜並木をモチーフにソメイヨシノやシダレザクラなどが植栽された「桜の庭」と遊歩道「妙高軸」が整備されている。「妙高軸」とは駅整備にあたって上越市が名付けた景観軸の名称で、西口側から妙高山の景観を損ねないことを目的に街区公園として整備が行われた。この桜の庭の駅舎寄りには1998年（平成10年）3月28日に行われた北陸新幹線・長野駅 - 上越駅（仮称）間の起工式の際、旧脇野田駅舎の出入口横に記念植樹されたソメイヨシノが移植されている。
なお、テラス内にはバリアフリー対策として、エレベーター1基、エスカレーター上下各1基が設置されているほか、1階ロータリー正面のトイレにはオストメイト対応の多機能トイレが併設されている。

### （旧）脇野田駅舎
2014年（平成26年）10月18日をもって運用を終了し、翌11月5日から解体撤去された旧脇野田駅舎は、現在の東口駅前広場の東側（大和二丁目3番49号、現在はコインパーキング）に所在していた。
島式ホーム1面2線を有する地上駅で、線路東側の駅舎とは1番線側に設置された構内踏切で連絡していた。駅舎は開業当時から使用されていた木造の平屋建となっていた。
駅舎内には有人改札を兼ねる出札窓口のほか、自動券売機、トイレなどが、ホーム上には待合室が設置されていた。また、駅舎内の待合室には、1998年（平成10年）の北陸新幹線・長野駅 - 上越駅（仮称）間の起工式で執り行われた神事に使用された鎌・鍬・鋤が展示されていた。駅舎沿いにはその際に記念植樹されたソメイヨシノが植栽されていた。長谷川八郎顕彰碑は駅舎向かい側に建立されていた。
旧駅舎は前述のとおり、駅移設後の2014年（平成26年）11月に撤去された。また、駅前の顕彰碑は東口へ移設、記念植樹のソメイヨシノは西口へ移植されたが、その他の樹木は根の張りが弱かったほか、元々移植に適さない樹種であったことなどから伐採撤去された。このほか、起工式の鎌、鍬、鋤はSAKURAプラザ内に設けられる展示スペースへ移設された。

#### 移設前ののりば
| 番線 | 路線      | 方向 | 行先               |
| ---- | --------- | ---- | ------------------ |
| 1    | ■信越本線 | 上り | 新井・妙高高原方面 |
| 2    | ■信越本線 | 下り | 直江津・新潟方面   |

- 列車の行き違いがない場合は上下とも2番線からの発着、通過列車は上下とも2番線通過となっていた。交換時は上り長野方面の列車は1番線を使用した。交換時の下り列車は原則2番線を使用したが、前述の通り上り通過列車は交換時も2番線を使用したため、上り通過列車と交換する下り直江津方面の列車は1番線を使用した。

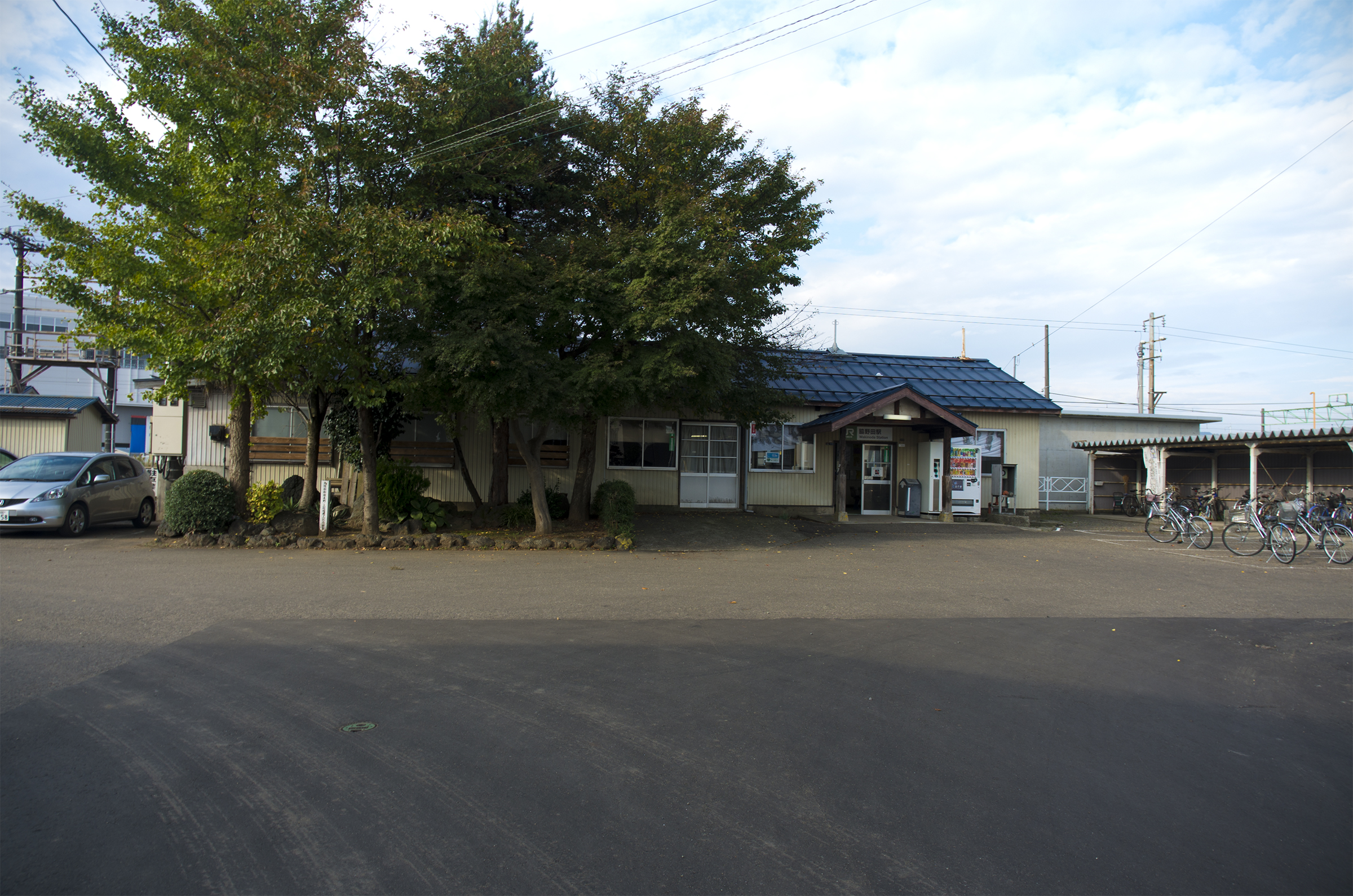
旧駅舎は駅開業に際し1921年7月に竣工したもので、移設前日の2014年10月18日まで93年にわたり運用された（2013年11月）
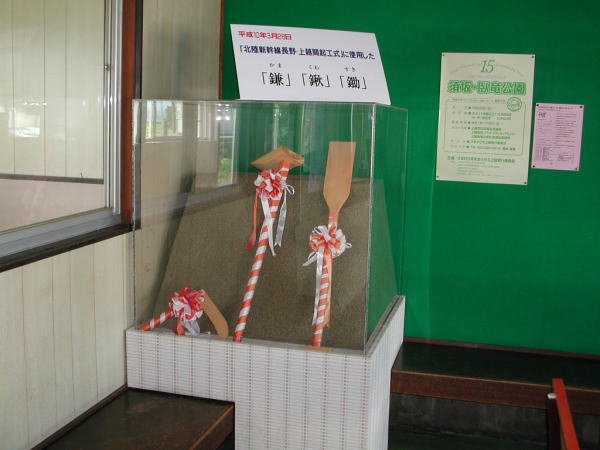
旧駅舎内に展示されていた北陸新幹線起工式の鎌、鍬、鋤（2004年7月）
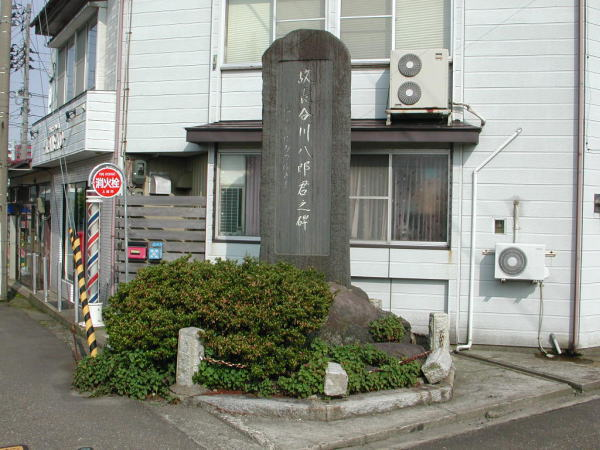
旧駅舎前に建立されていた長谷川八郎顕彰碑（2004年7月）
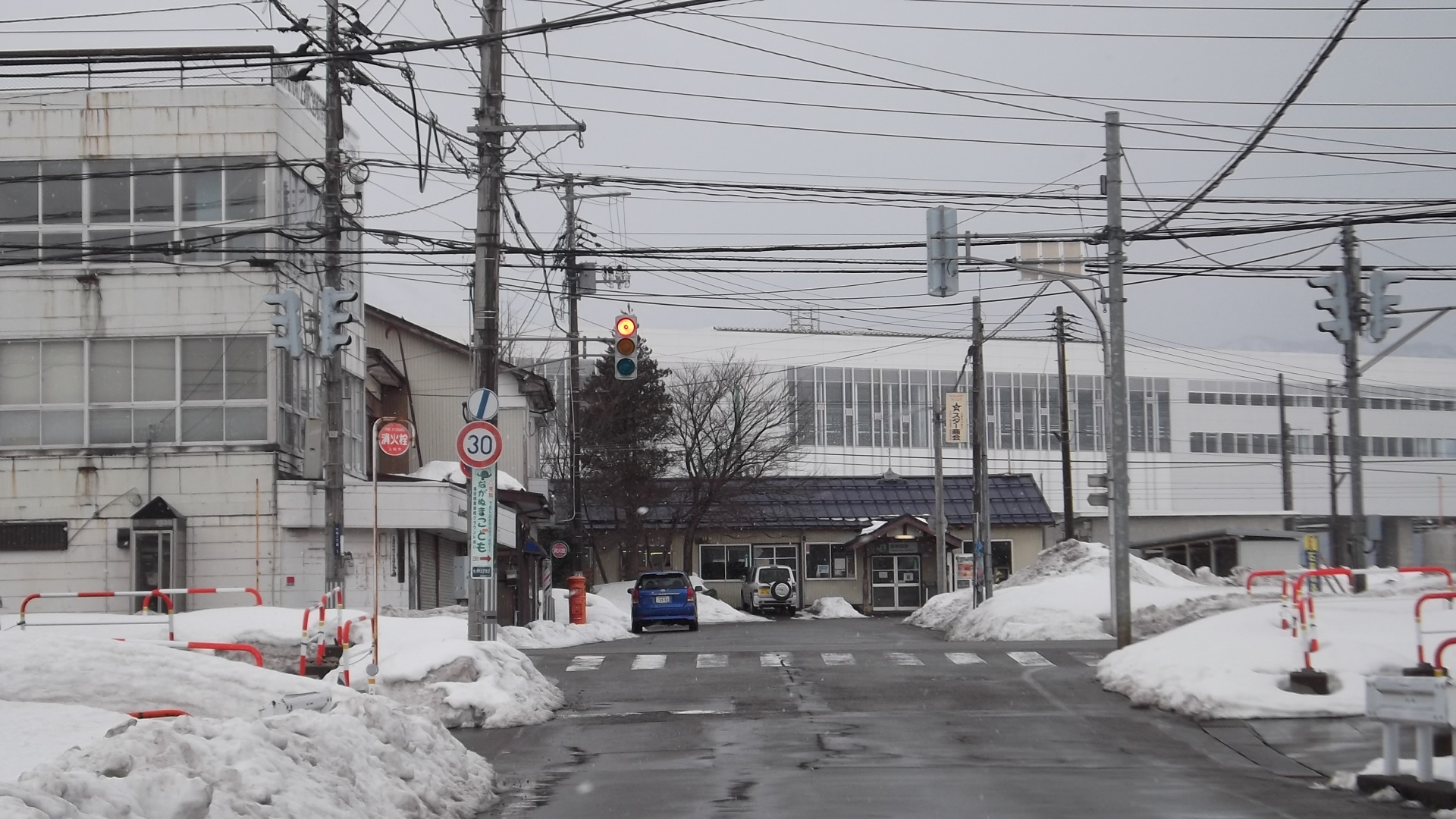
新駅舎は旧駅舎の約120m西側に建設され、旧駅舎跡地は東口駅前広場の一部として整備された（2013年3月）
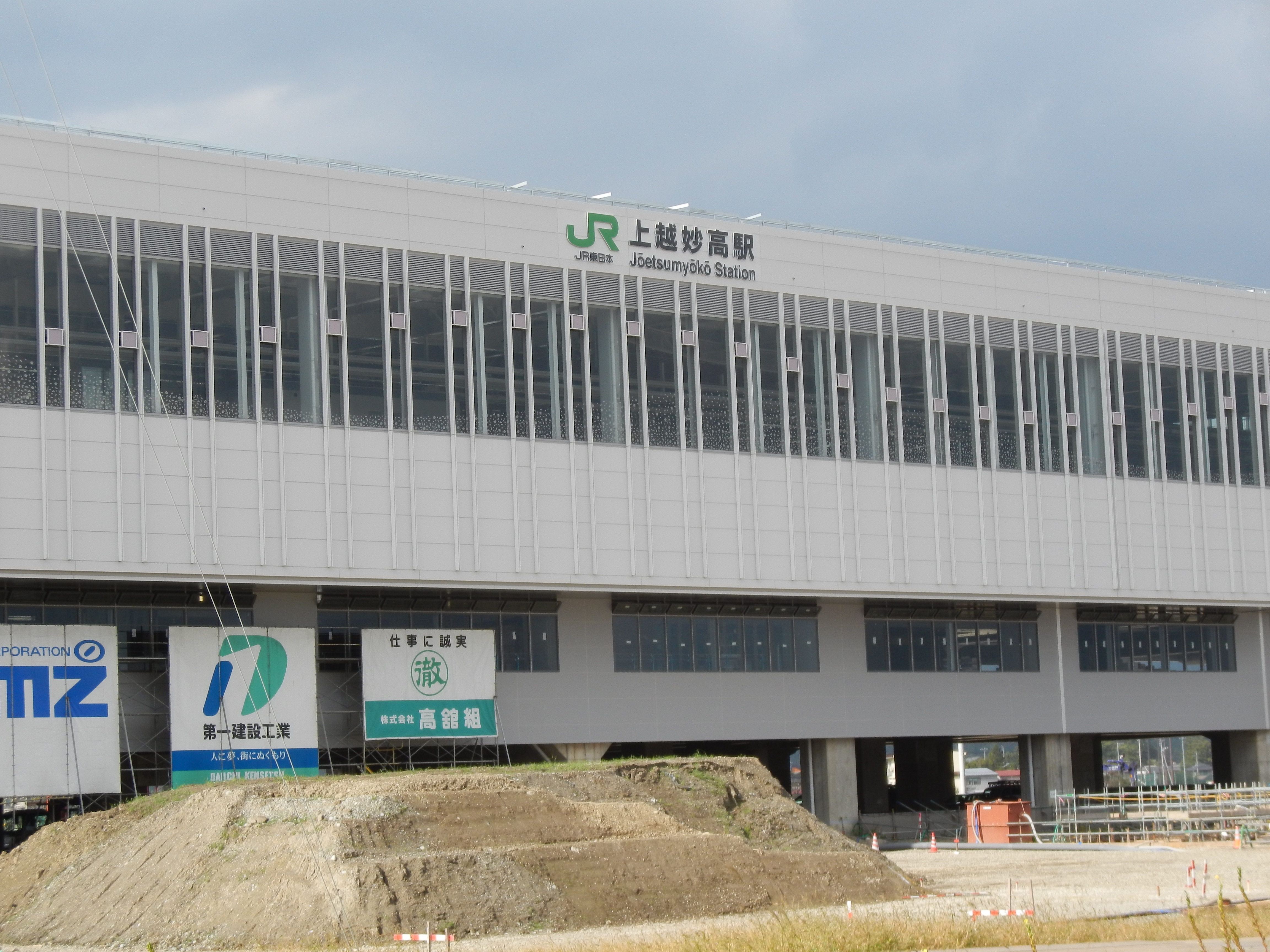
2013年夏に駅名称が発表され、同年秋には新幹線駅舎の壁面に駅名標が設置された（2013年10月）
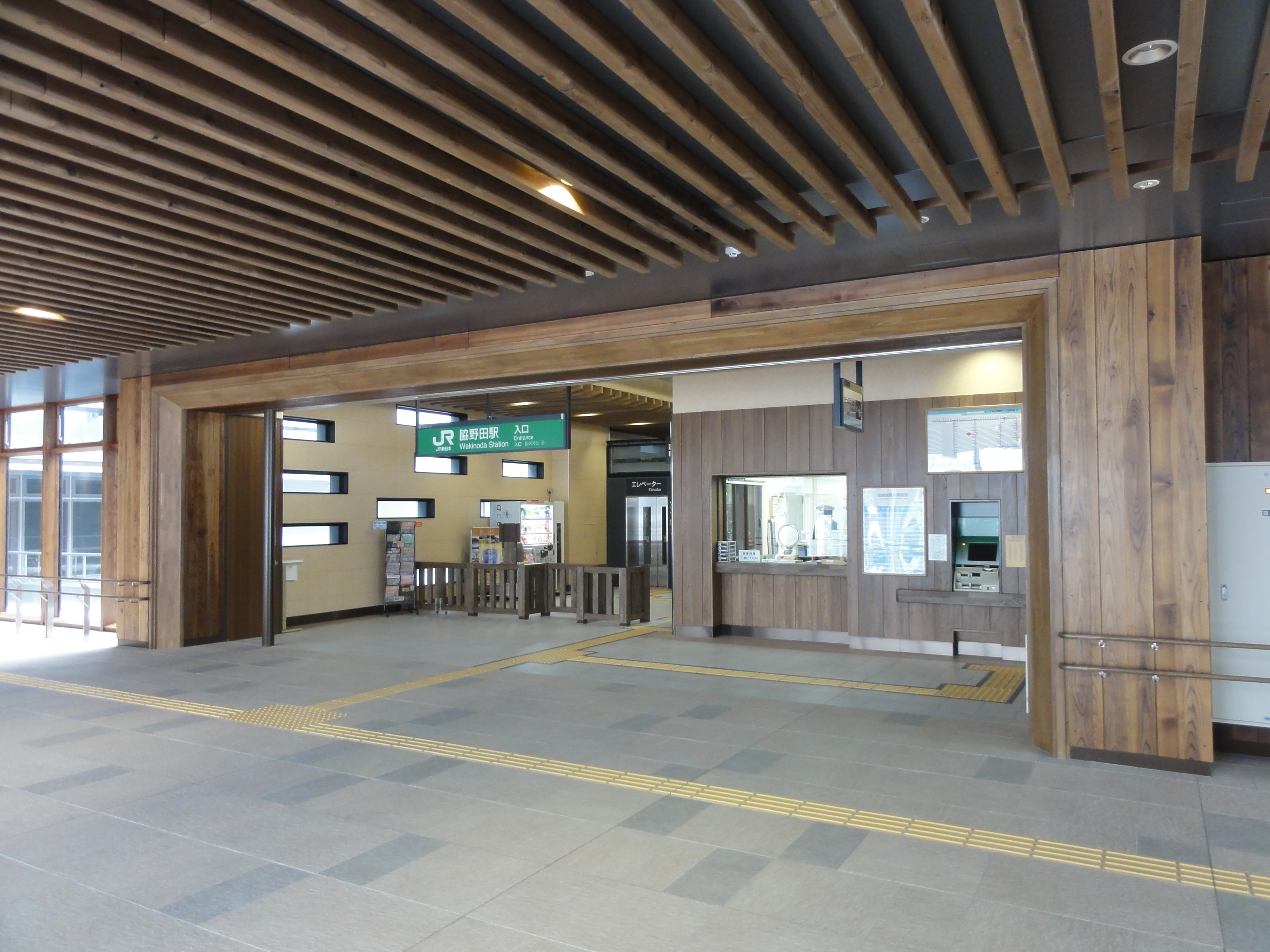
新駅舎の在来線改札口（JR東日本による暫定営業・2015年1月）

## 駅弁
前掲「SAKURAプラザ」内の「駅弁山崎屋」で販売されている。主な駅弁は下記の通り。

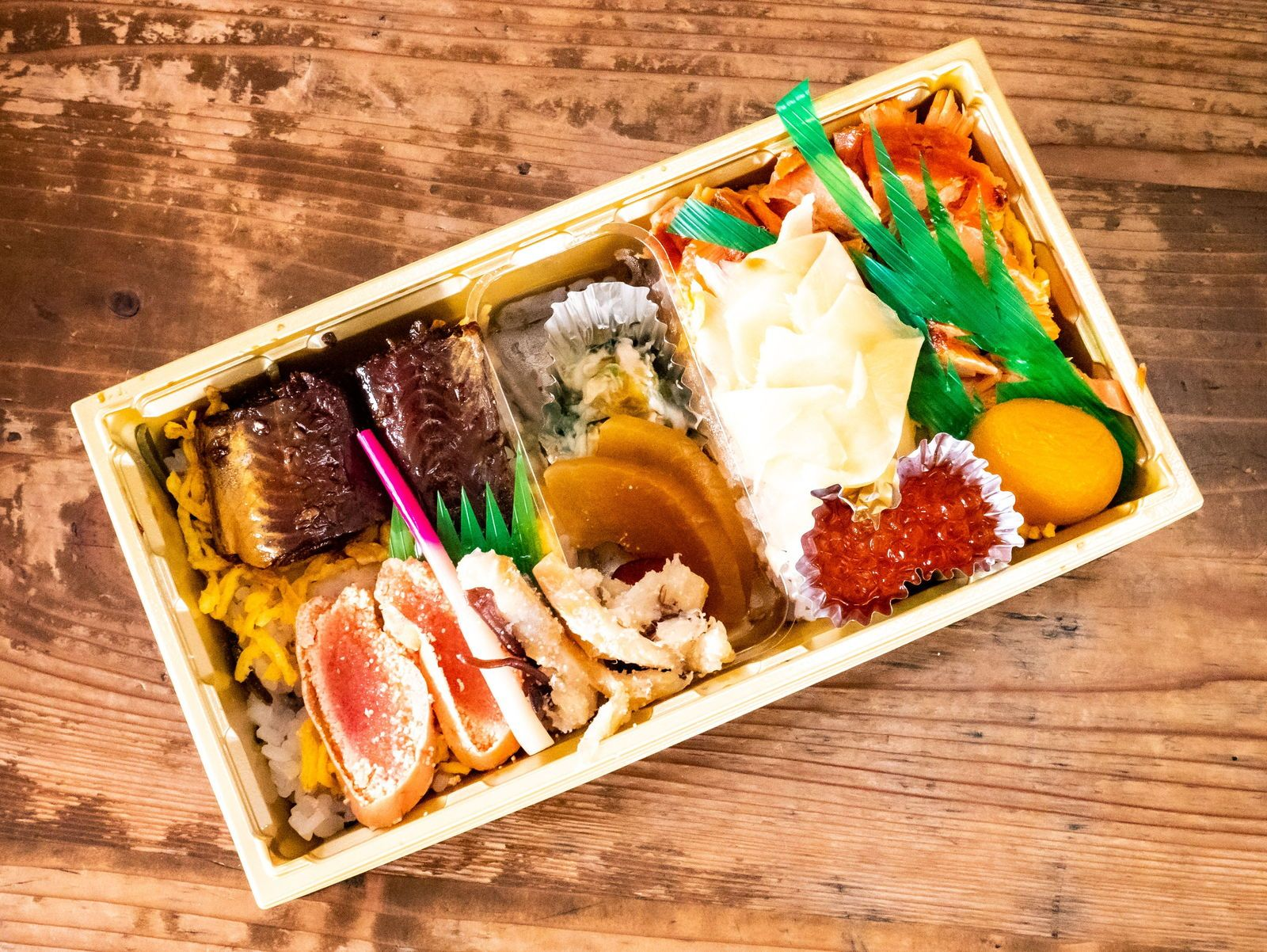
二大将軍弁当
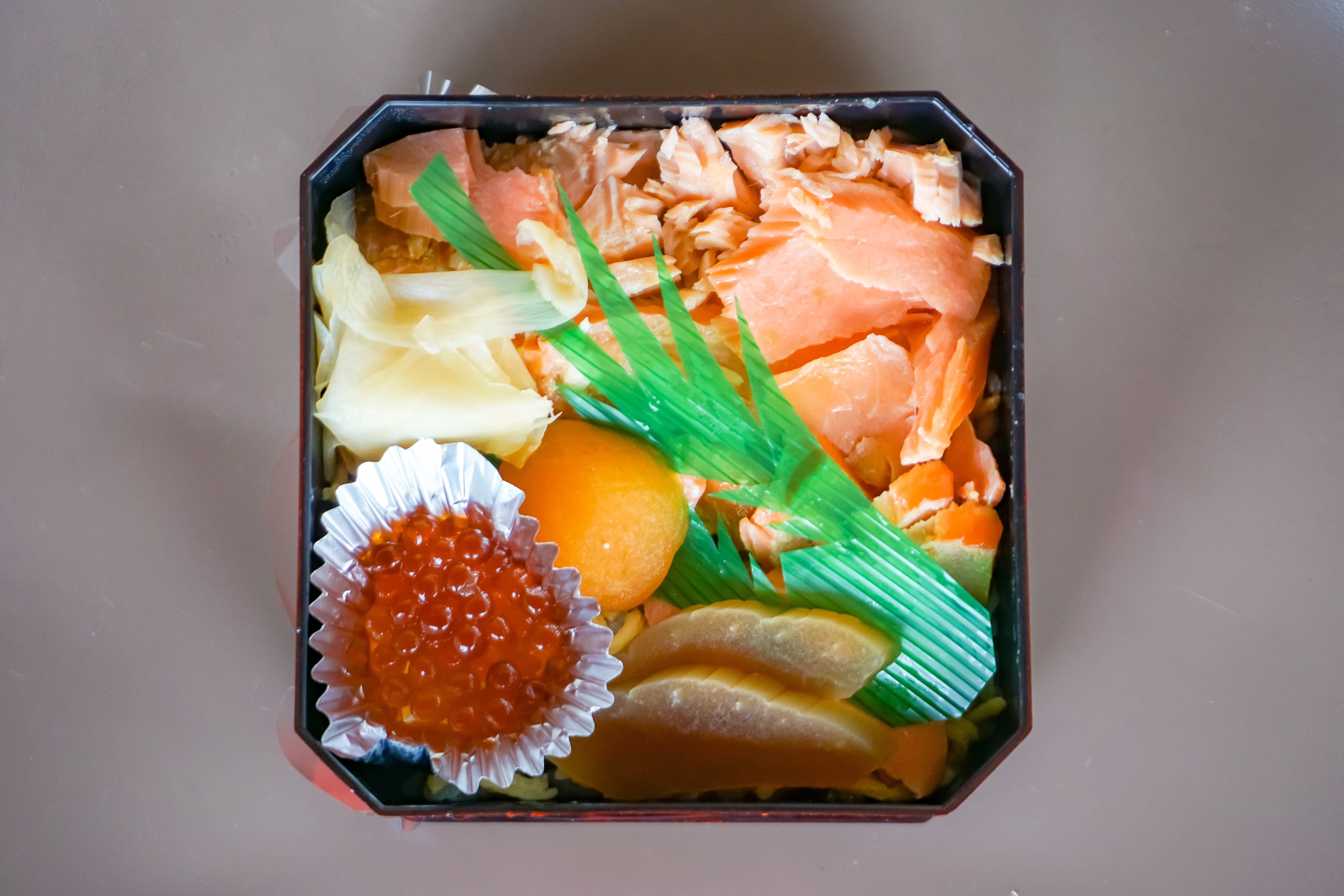
さけめし
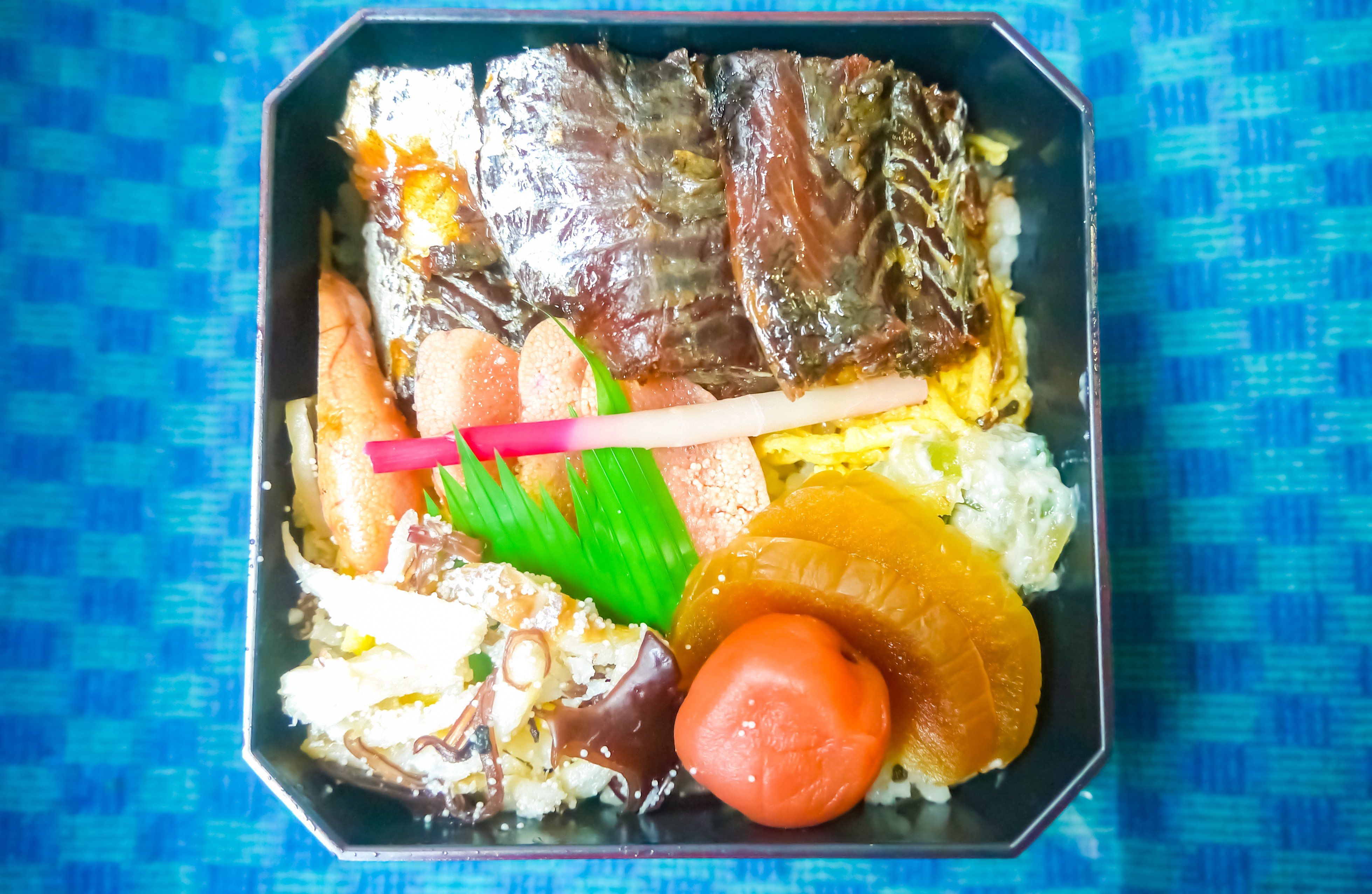
鱈めし
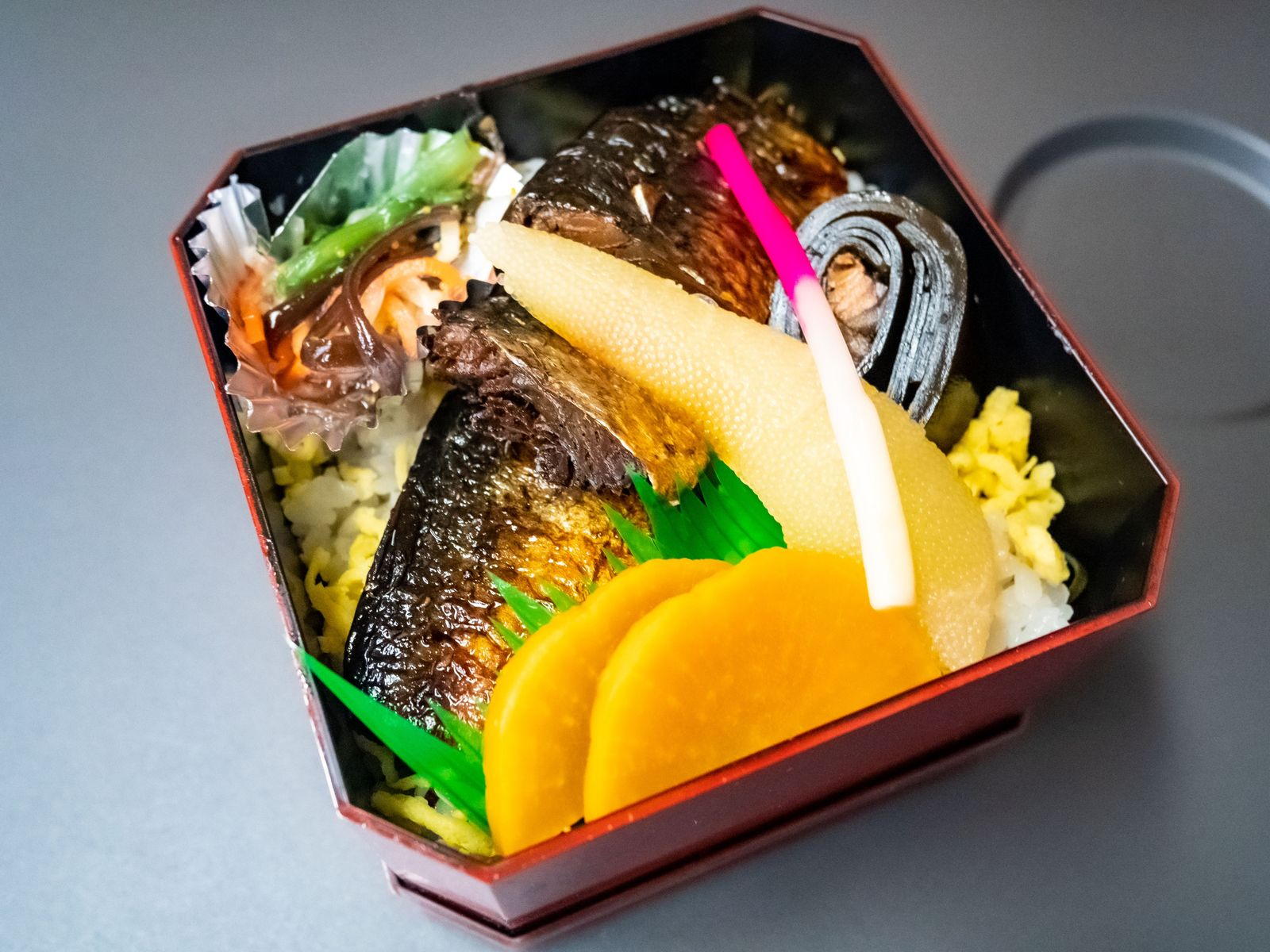
にしんめし
- かにずし
- あとひくいなり寿し

他にも、季節限定品や要予約品が存在する。
- 二大将軍弁当
- さけめし
- 鱈めし
- にしんめし

## 利用状況
- JR東日本 - 2023年度（令和5年度）の1日平均乗車人員は1,993人である[新 1]。
- えちごトキめき鉄道 - 2023年度（令和5年度）の1日平均乗車人員は760人である[トキ 1]。

2000年度（平成12年度）以降の推移は以下のとおりである。なお、JR東日本の統計については、2014年度（平成26年度）までは信越本線脇野田駅時代の統計である。また、括弧内はJR東日本集計の「各駅の乗車人員」における数値である。
| 1日平均乗車人員推移 | 1日平均乗車人員推移 | 1日平均乗車人員推移 | 1日平均乗車人員推移 | 1日平均乗車人員推移 | 1日平均乗車人員推移 | 1日平均乗車人員推移  | 1日平均乗車人員推移 |
| 年度                | JR東日本            | JR東日本            | JR東日本            | JR東日本            | トキてつ            | 出典                 | 出典                |
| 年度                | 定期外              | 定期                | 合計                | 前年度比            | トキてつ            | JR東日本             | トキてつ            |
| ------------------- | ------------------- | ------------------- | ------------------- | ------------------- | ------------------- | -------------------- | ------------------- |
| 2000年（平成12年）  |                     |                     | 145                 |                     | 未開業              | [ JR東 1 ]           |                     |
| 2001年（平成13年）  |                     |                     | 145                 |                     | 未開業              | [ JR東 2 ]           |                     |
| 2002年（平成14年）  |                     |                     | 137                 |                     | 未開業              | [ JR東 3 ]           |                     |
| 2003年（平成15年）  |                     |                     | 131                 |                     | 未開業              | [ JR東 4 ]           |                     |
| 2004年（平成16年）  |                     |                     | 129                 |                     | 未開業              | [ JR東 5 ]           |                     |
| 2005年（平成17年）  |                     |                     | 135                 |                     | 未開業              | [ JR東 6 ]           |                     |
| 2006年（平成18年）  |                     |                     | 135                 |                     | 未開業              | [ JR東 7 ]           |                     |
| 2007年（平成19年）  |                     |                     | 135                 |                     | 未開業              | [ JR東 8 ]           |                     |
| 2008年（平成20年）  |                     |                     | 128                 |                     | 未開業              | [ JR東 9 ]           |                     |
| 2009年（平成21年）  |                     |                     | 116                 |                     | 未開業              | [ JR東 10 ]          |                     |
| 2010年（平成22年）  |                     |                     | 119                 |                     | 未開業              | [ JR東 11 ]          |                     |
| 2011年（平成23年）  |                     |                     | 122                 |                     | 未開業              | [ JR東 12 ]          |                     |
| 2012年（平成24年）  | 57                  | 64                  | 121                 |                     | 未開業              | [ JR東 13 ]          |                     |
| 2013年（平成25年）  | 62                  | 77                  | 139                 |                     | 未開業              | [ JR東 14 ]          |                     |
| 2014年（平成26年）  | 非公表              | 非公表              | 非公表              | 非公表              | 未開業              |                      |                     |
| 2015年（平成27年）  | 1,996 (1,927)       | 90 (90)             | 2,086 (2,018)       |                     | 989                 | [ 新 2 ] [ JR東 15 ] | [ トキ 2 ]          |
| 2016年（平成28年）  | 2,019 (1,933)       | 104 (104)           | 2,123 (2,037)       |                     | 953                 | [ 新 3 ] [ JR東 16 ] | [ トキ 3 ]          |
| 2017年（平成29年）  | 2,045 (2,005)       | 125 (125)           | 2,171 (2,131)       |                     | 934                 | [ 新 4 ] [ JR東 17 ] | [ トキ 4 ]          |
| 2018年（平成30年）  | 2,090 (2,061)       | 147 (147)           | 2,238 (2,209)       |                     | 934                 | [ 新 5 ] [ JR東 18 ] | [ トキ 5 ]          |
| 2019年（令和元年）  | 1,946 (1,935)       | 164 (164)           | 2,111 (2,100)       |                     | 853                 | [ 新 6 ] [ JR東 19 ] | [ トキ 6 ]          |
| 2020年（令和02年）  | 621 (632)           | 140 (140)           | 762 (773)           | −63.9%              | 476                 | [ 新 7 ] [ JR東 20 ] | [ トキ 7 ]          |
| 2021年（令和03年）  | 843 (851)           | 152 (152)           | 995 (1,003)         | 30.6%               | 571                 | [ 新 8 ] [ JR東 21 ] | [ トキ 8 ]          |
| 2022年（令和04年）  | 1,409 (1,422)       | 147 (147)           | 1,556 (1,570)       | 56.3%               | 708                 | [ 新 9 ] [ JR東 22 ] | [ トキ 9 ]          |
| 2023年（令和05年）  | 1,824 (1,848)       | 168 (168)           | 1,993 (2,016)       | 128.4%              | 760                 | [ 新 1 ] [ JR東 23 ] | [ トキ 1 ]          |

## 駅周辺
上越市高田地区の市街地南側に立地し、南側約1.5 kmには妙高市との市境があり、頭書のとおり高田地区と新井地区の両市街地のほぼ中間点に位置している。駅周辺はかつて国道18号（現在の上越大通り）の沿道を中心に住宅や商店、工場が所在する程度で、その外郭部の多くは水田であったが、1970年代以降は市内中心部のベッドタウンとして徐々に宅地化が進捗した。
上越妙高駅のある大和地区は、1996年（平成8年）と1998年（平成10年）に住居表示が実施され、旧信越本線を境に東側は大和二丁目、西側は大和五丁目とされた。そのため、上越妙高駅は当時の大和五丁目に建設されたことから2015年（平成27年）3月の駅開業時の住所は大和五丁目であったが、駅周辺の土地区画整理事業が完了したことを受け、上越市は2018年（平成30年）12月1日に住居表示の変更（一部は実施）を行い、同駅の住所は大和五丁目から大和二丁目に変更された。
新幹線の建設着工以降、かつて水田が広がっていた駅舎東西では都市基盤の整備が進捗した。上越市は地元地権者などと共同で区画整理を進め、約10万平方メートルの商業地と宅地を整備して分譲などを行っている。
なお、にいがた経済新聞が「県内在住の政界関係者」の話として報じた内容によると、三井不動産商業マネジメントが同社が運営している三井アウトレットパークを当駅周辺に出店することを検討していたが、地元自治体や商工会の反対に加え、観光バスの待機場所不足も懸念されたことから、上越市での建設を断念し、富山県小矢部市への出店（現在の三井アウトレットパーク北陸小矢部）に変更となったとされている。

### 東口側
東口側にはレンタカー店舗が数多く所在するほか、ホテルや駐車場が所在する。交通結節点の機能は主にこちら側が担っており、バスやタクシーを待つための「アイエムタクシーラウンジ」が2020年（令和2年）7月にオープンした。

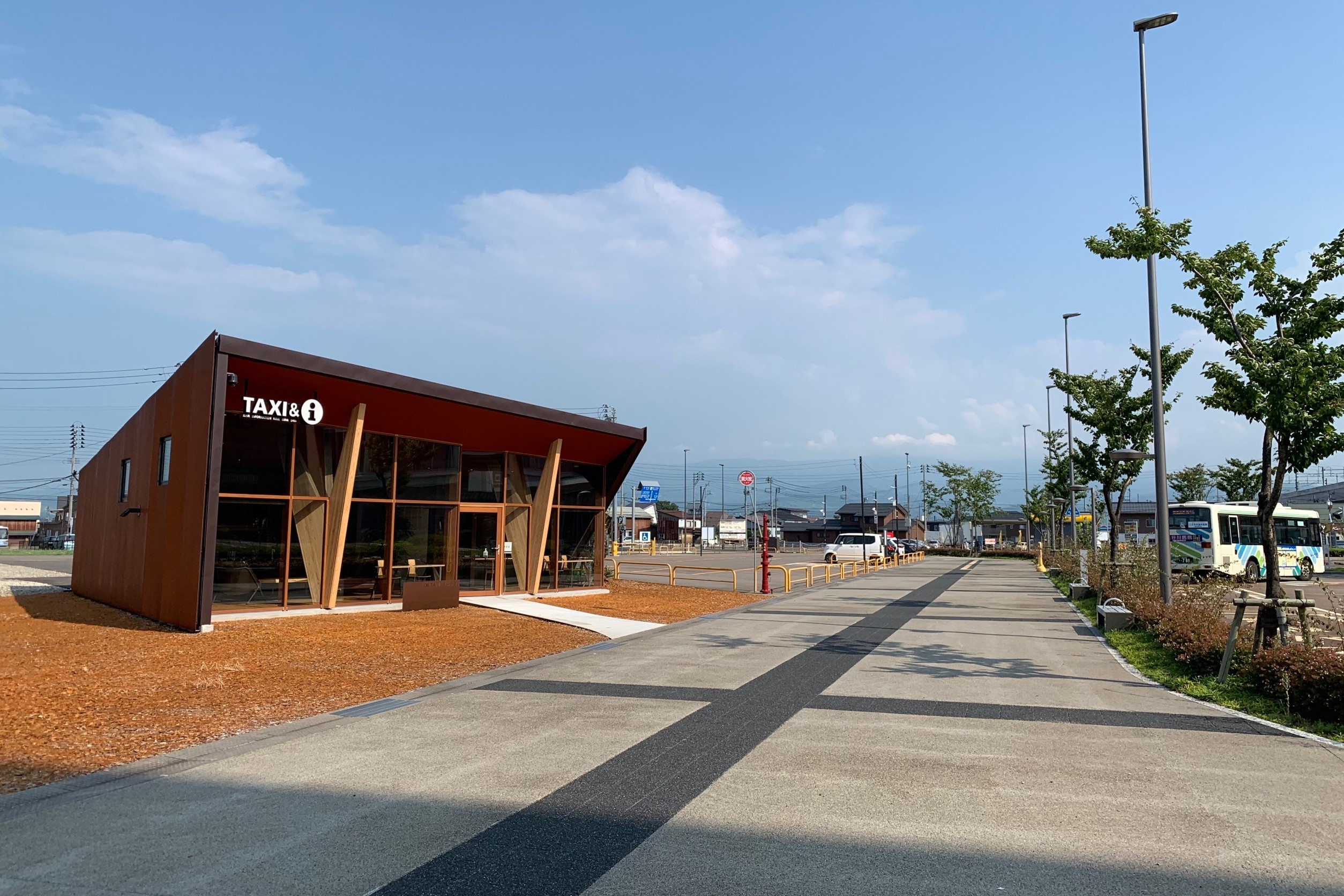
東口の「アイエムタクシーラウンジ」（2020年8月）

### 西口側
西口側には商業施設やホテル、温泉施設、駐車場、レンタカー店舗などが所在する。新潟県立上越特別支援学校の最寄り駅でもある。
商業施設のうちコンテナ型の「フルサット」は2016年（平成28年）6月17日にオープン、無人店舗など先進的な取り組みの場にもなっている。また、「エンジョイプラザ」は2020年（令和2年）4月にオープンした。
西口から約200メートルの場所には「釜蓋遺跡」が所在する。2005年（平成17年）、新駅周辺の土地区画整理事業の試掘調査で出土した弥生時代後期の遺跡。近隣に所在する斐太遺跡、吹上遺跡と合わせ、2008年（平成20年）7月に「斐太遺跡群」として国の史跡に指定された。新幹線駅近隣で大規模な遺跡が出土した例は少なく、上越市では「『弥生のムラ』コミュニティパーク事業」の一環として敷地内の整備を進め、新幹線開業1か月後の2015年（平成27年）4月16日から、遺跡公園とガイダンス施設の運用を開始した。

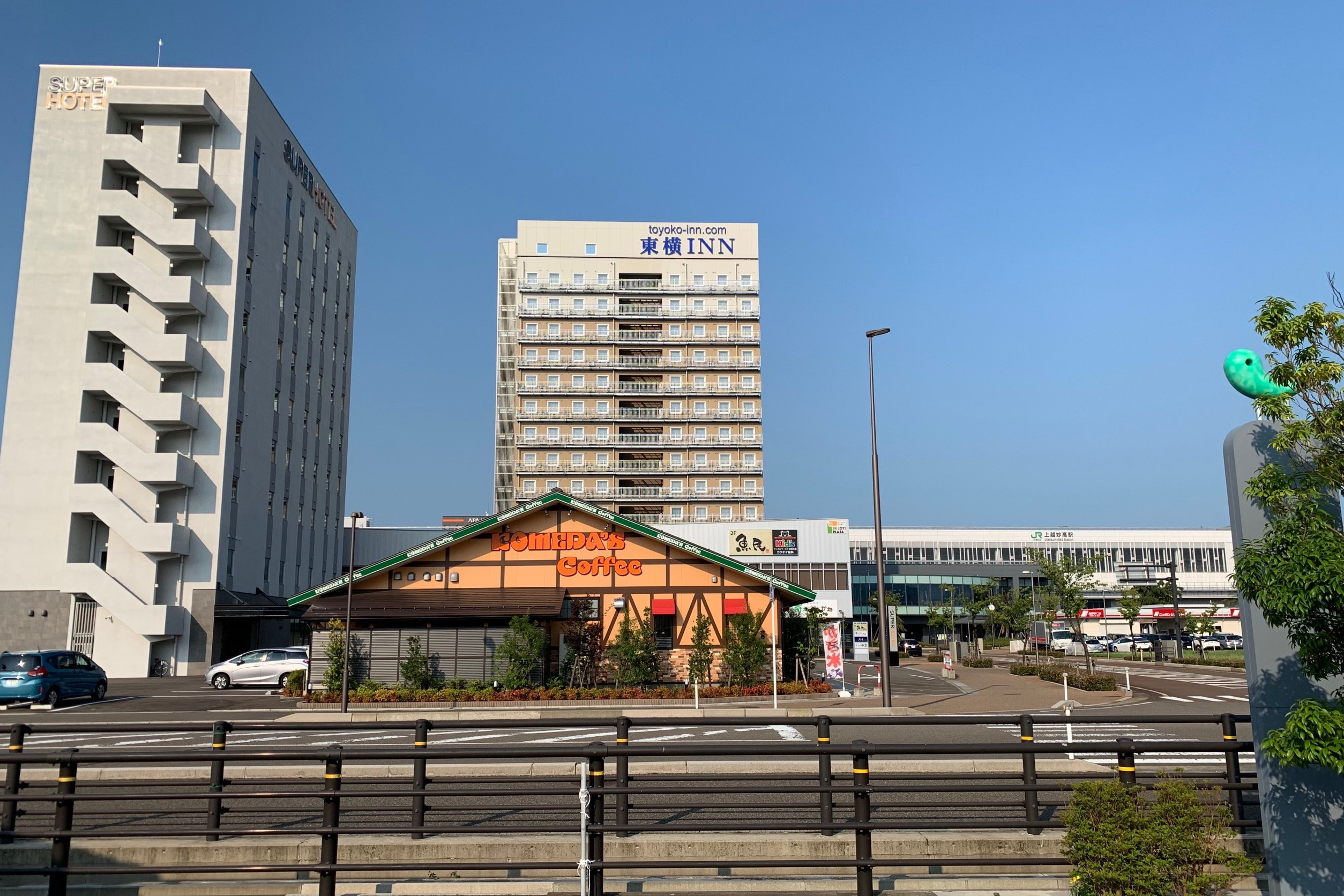
西口（2020年8月） ホテルや店舗などが集積するほか、手前側には釜蓋遺跡のガイダンス施設がある。
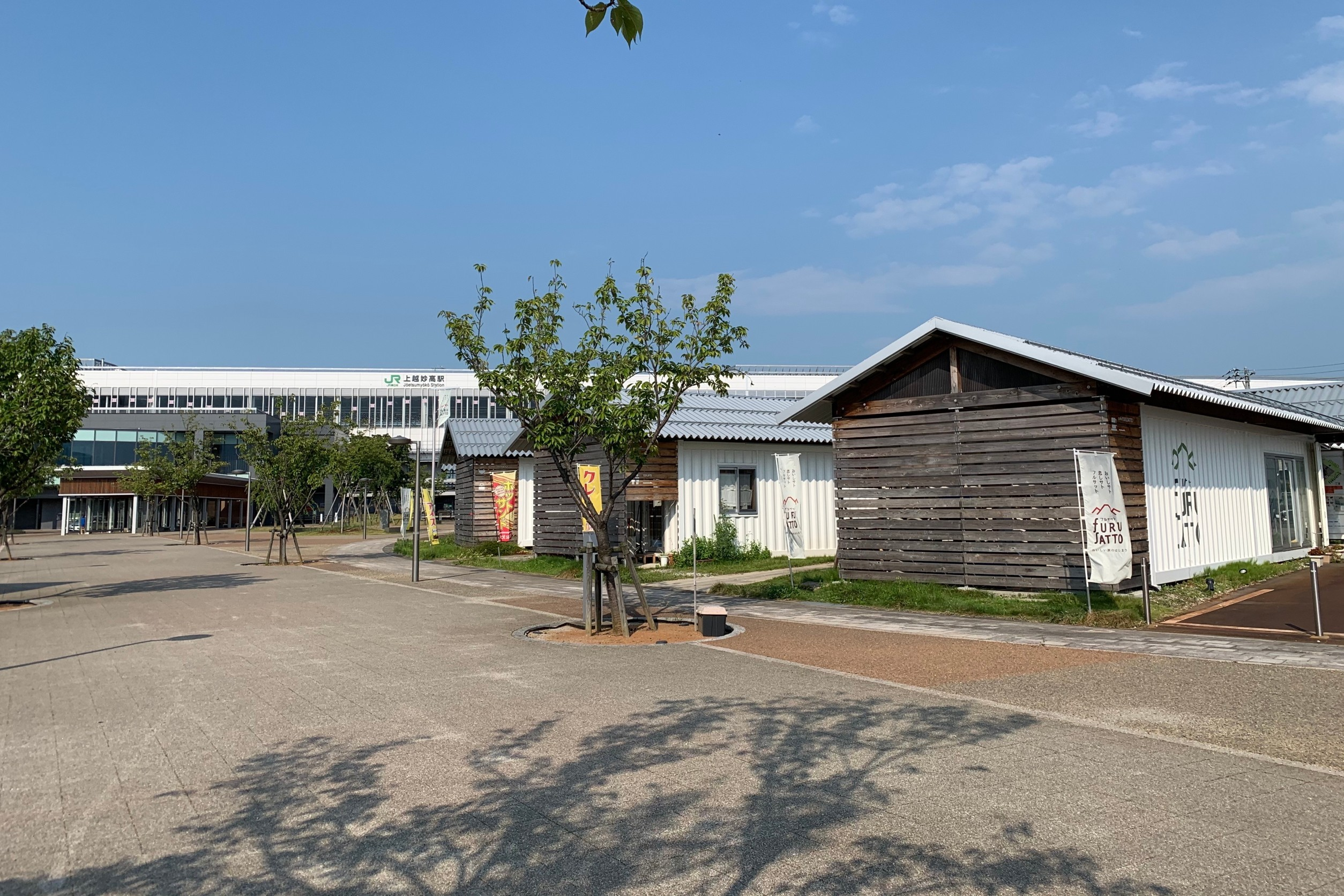
西口の商業施設「フルサット」（2020年8月）
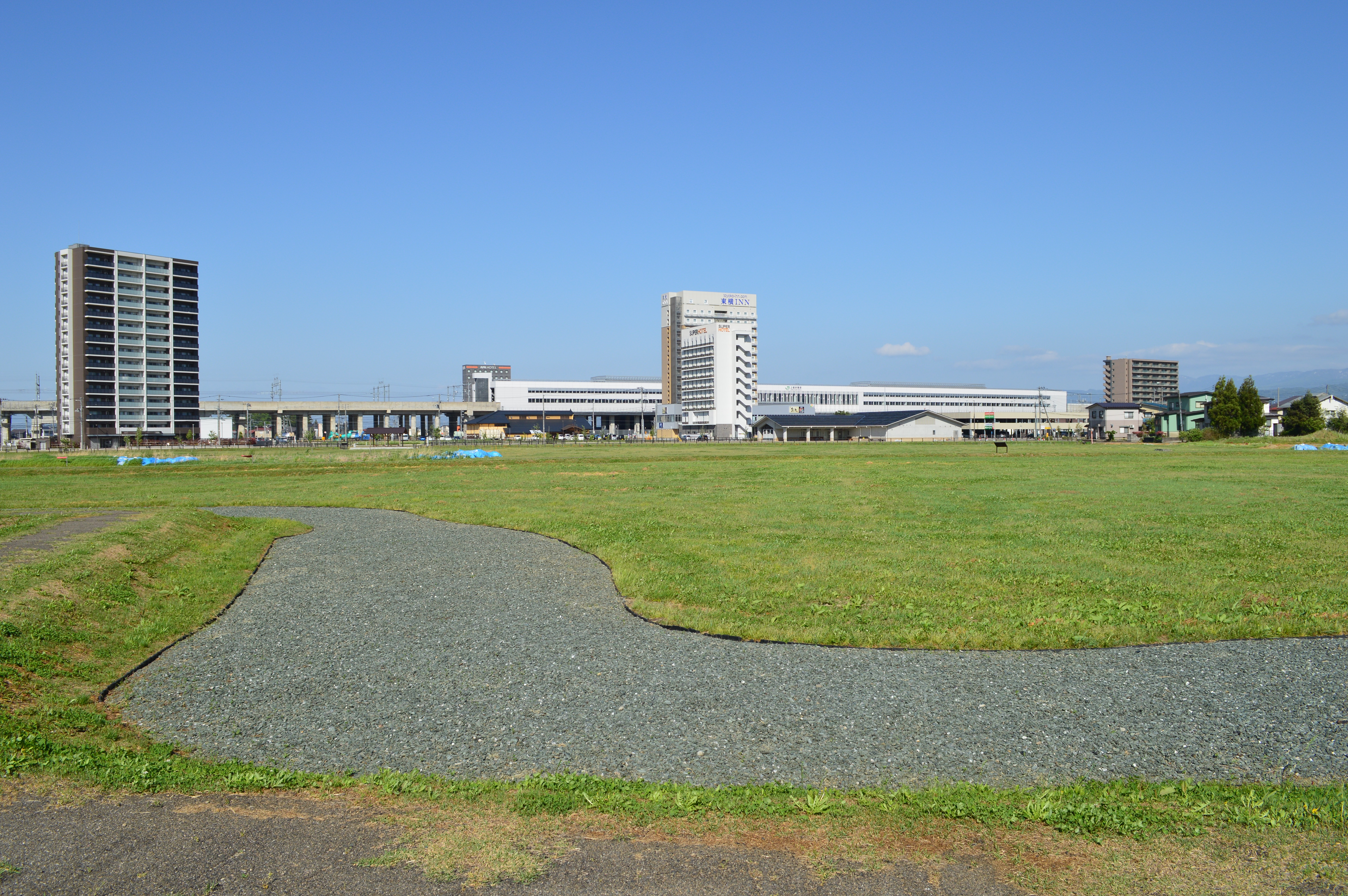
釜蓋遺跡（後方に上越妙高駅）

## バス路線

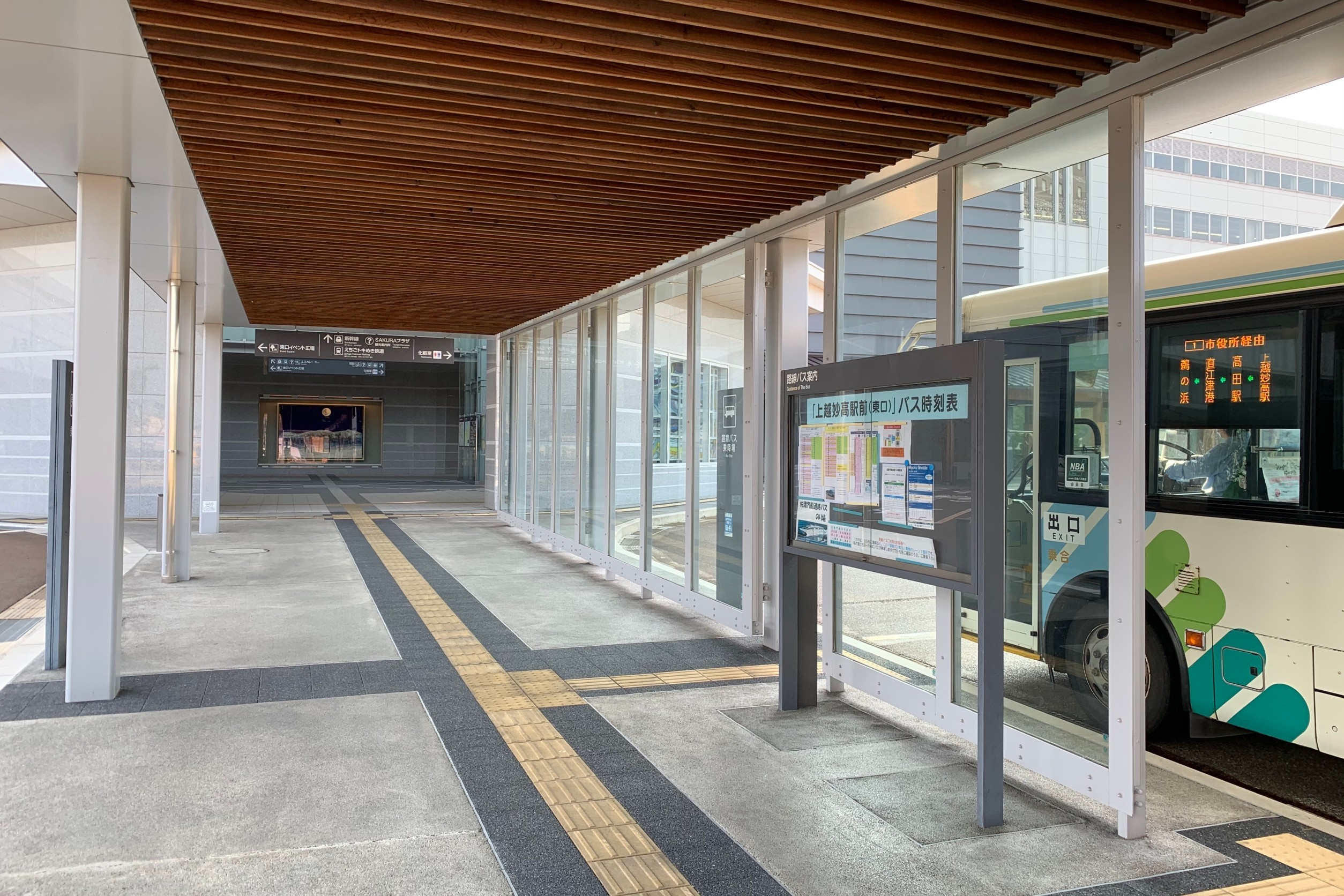
東口バス乗り場（2020年8月）

東口駅前広場北側にはバスロータリーが整備され、新幹線開業日に実施された頸城自動車グループのダイヤ改正から路線バスの乗り入れが開始された。佐渡汽船の直江津港ターミナルへの直行便が新設されたほか、「上越大通り線」は従来運行されていた南側の新井・中央病院系統に加え、北側の直江津 - 高田間2系統のうち本町・浜線系統の乗り入れが開始され、加えて平日のみ3往復運行する「山麓線」の区間も延伸された。
2020年（令和2年）4月時点での情報を示す。
- 頸城自動車 上越妙高駅前 バス停（東口）
  - 1 上越大通り線：鵜の浜
  - 1a 上越大通り線：中央病院 / 新井バスターミナル
  - 4 佐渡汽船連絡バス：直江津港（佐渡汽船のりば）
  - 36 山麓線：直江津駅前 ※平日のみ運行

- 妙高高原ライナー（頸城自動車グループの頸南バスが2016年〈平成28年〉から運行を開始[News 29]）
  - 苗名滝（夏・秋の土休日を中心に運行）[26][27]
  - 杉野沢入口・杉ノ原スキー場（スキーシーズンに毎日運行）[28]

### 過去の路線
このほか、頸南バスにより以下の周遊観光バスが運行されていた時期があった。これはもともと高田・直江津地区内を周遊していたものを新幹線開業に合わせ当駅へ延伸し、同地区の観光地等への誘導を図ったものである。
- ぶらっと春日山・高田号　高田城址公園・高田駅前・春日山駅・春日山神社・直江津駅前・上越市立水族博物館経由　直江津港 行
2015年（平成27年）運行実績：3月14日から11月29日までの土曜・休日 および8月10日から8月14日まで運行[32]
2016年（平成28年）運行実績：4月2日から10月30日までの土曜・日曜 および5月2日から5月5日まで運行[33]

## 駅スタンプ

### 現在のスタンプ
JR東日本
- 『豊かな自然と歴史文化の町』（シヤチハタ式）

えちごトキめき鉄道
- 『越後の新たな玄関口 上越へようこそ』（ゴム印）

### 脇野田駅時代のスタンプ
- 『銀河と夜景 南葉高原キャンプ場』（シヤチハタ式）

## 現駅舎建設の経緯

### 駅舎・線路移設に至るまで
在来線移設工事の着工前、北陸新幹線と信越本線は旧駅舎の南側約300メートルの地点で約20度の角度で交差していた。しかし、新幹線の建設計画では駅の設置箇所が交点の北西約200メートル、旧駅舎の西側約120メートルの地点に定められ、かつ旧駅舎周辺の空間が非常に狭小であることから、乗り換えの動線をはじめとする駅の利便性確保の面で問題が生じた。こうしたことから上越市は2000年代半ば、駅周辺の新幹線と在来線双方の線形や構造等も含めた移設方法について、コンサルタント企業などに依頼して検討と設計を進めた結果、在来線を新幹線西側の地平部へ移設することとなった。メリットとして、新幹線と在来線の斜交が解消され相互間の乗り換え動線が明確になるほか、新幹線駅が上越市側にあたる東側を向き、かつ駅東側の土地利用に柔軟に対応できる点、駅前広場の整備箇所を3箇所から2箇所に削減でき、駅へのアプローチ方法が明確となる点などが挙げられる。
また、駅付近の新幹線の高架部は当初1層構造で設計されていたが、計画を変更して嵩上げし、駅機能を中層階に設ける構造が可能となった。これに合わせて駅機能を新幹線と在来線の中間高に集中させ、新幹線駅舎をホーム下の高架構造、在来線駅舎を橋上構造として、それに並行して駅構内の乗り換え通路と駅東西を横断する自由通路が整備されることとなった。
この在来線移設は上越市が実施する駅周辺整備事業の一環として進められることとなり、新幹線駅西側に在来線駅を移設する基本設計も固まったものの、設計・施工をどこが担うのかが問題となった。
信越本線の長野駅 - 直江津駅間は新幹線開業の際、並行在来線としてJR東日本から経営分離される旨が1998年（平成10年）に決定していたことなどから、JR東日本は自ら運営しない路線の移設工事の実施に関し難色を示してきた。一方、2010年（平成22年）上半期の時点では、並行在来線を運営する新潟県の第三セクター法人がまだ設立されておらず、仮に設立した場合でも鉄道事業許可や工事の施工認可を得るには相当の期間が必要で、移設工事そのものも工期に約2年を要することから新幹線開業に間に合わない恐れが出てきた。このため、上越市は鉄道事業許可を得たうえで、市の事業として工事を行う方針を一時示したものの、在来線の運営主体ではないことなどから事業許可の取得は断念せざるを得なかった。加えて駅周辺整備事業地区の駅西口側で「釜蓋遺跡」が出土した影響もあって、周辺道路の整備を優先させるためにも信越本線の移設を早期に完了させる必要性が生じた。
そこで、市は県とともに「JR東日本の施設変更として実施する方法が望ましい」として同年4月28日、同社による移設工事の実施を要望した。これに対しJR東日本は同年6月21日付で回答書を提出し「北陸新幹線の施工と並行在来線の経営分離に向けた関連工事のため、人材が不足している」とした上で「現状の信越本線の施設仕様で設計・施工する」「2004年に締結した周辺整備の基本協定書に基づき、事業費全額を上越市が負担する」「JRの技術陣を移設工事に振り向けるため、現状の鉄道施設には改良を加えず在姿のまま第三セクターへ譲渡する」「移設時期が経営分離直前となるため、移設後の旧線施設の撤去は第三セクターが実施する」との条件を付加した上でJR東日本が設計・施工を受諾する旨を伝達した。これを受けて市では市議会で関連予算案の議決を経て2012年（平成24年）3月、市とJR東日本が移設事業の施工協定を、6月に市とJR東日本が施工企業との契約をそれぞれ締結し、同月から測量などの準備工が開始された。そして8月28日に在来線駅舎予定地で安全祈願祭が執り行われ、翌9月から各工程に本格着工した。
移設事業は、まず駅南側に架かる矢代川橋梁付近から、駅北側の新潟県道85号上越高田インター線（都市計画道路中田原下箱井線）付近に至る区間に延長1,781メートルの新線を設け、新幹線ホーム西側の地平部に在来線ホームを新設して機能を移転するまでの工程を、JR東日本が上越市から施工を受託して実施した。新線運用開始後の旧線施設の撤去工事は、上越市が事業主体の駅周辺整備事業の一環として実施し、新線切り替え後に旧線区間の延長1,695メートルを廃止して各施設を撤去した上で、旧駅舎を含む駅東側の用地を東口駅前広場の整備に充当するという施工順で進められる。
信越本線の移設工事費用約40億円は上越市が負担し、一般財源のほか国や県の補助金、合併特例債などを活用して賄われた。東口駅前広場の工期は新幹線開業後の2015年（平成27年）3月31日までを予定しており、新幹線開業に合わせ車両乗り入れなどの暫定供用が開始される。

### 駅名称等について

#### 新幹線駅名称決定の経緯
北陸新幹線の建設計画が発表された時点では、上越市に設置される駅の仮称は「上越駅」とされた。上越駅はJR東日本が管理するため、駅名の決定権は同社が有するが、所在地の上越市と妙高市、新潟県上越地域振興局の行政側と、上越商工会議所、公益社団法人上越観光コンベンション協会、一般社団法人妙高市観光協会の両市経済関係者などから成り、北陸新幹線開通に関連する各種施策の検討を進める組織として2011年（平成23年）4月に設立された「新幹線まちづくり推進上越広域連携会議」は駅名等検討部会を設置し、地元行政側から提案する駅名に加え、駅舎東西の出入口と自由通路の名称について検討作業を進めることとなり、同年5月24日に第1回部会が開かれた。
同年7月15日から9月16日まで2か月間にわたり駅名の公募を実施した結果、全国から応募総数11,863通、3,150種類の名称案が寄せられた。集計の結果、仮称と同じ「上越」が最も多く、全体の12%を占める1,425通を集めた。次いで「妙高高田」が624通、以下「上越妙高」が423通、「妙高上越」が374通、「越後高田」が353通などであった。
この連携会議が主催する公式の駅名公募アンケートとは別に、上越市の市名に異論を唱える市民団体を母体に組織された「新幹線駅名を考える会」が2010年秋から上越・妙高両市の街頭等で36,371人を対象に、予め設けられた5つの選択肢と自由記載による方法で駅名に関する非公式のアンケートを実施した結果、「越後高田」が全体の29.6%を占める10,743件と最も多かった。同会では2011年9月、広域的な地域イメージや経済効果、観光振興などを総合的に検討した結果として上越市と連携会議に対し、アンケートで3番目に多い4,242件を集めた「妙高高田」を要望した。この駅名は妙高市南部に既存する妙高高原駅と混同する恐れがある一方で、同会側は「高田」について「（新駅所在地の）旧：高田市の『高田』ではなく、高田藩の統治下で行き届いたところの全域の広域なエリアの地名」と説明していた。
検討部会では、駅名に市名の「上越」を加えた場合には市域から離れた地域を経由する上越線や上越新幹線などと混同する恐れが生じる点や、隣接する妙高市に加え、地域のシンボルで観光面での認知度も高い妙高山を表す「妙高」を駅名に加えるべきか否かなどについて、通算10回にわたり駅名に関する部会を開いて慎重に検討し、また同年11月6日には市民意見交換会を実施するなど意見の集約を進めた。
2012年1月17日の第8回部会で、名称案は、「上越」、「『上越』の前か後に何らかの言葉を付け加える」、「妙高高田」の3案に絞り込まれた。しかし、2月2日に開かれた第9回部会では、12人の委員のうち8人が「『上越』か『上越』を入れた駅名」、妙高市側の委員2人が「『妙高』を入れた駅名」、1人が「検討中」とした一方、前掲「考える会」会長が「我々はあくまで上越には反対する。この会で『妙高高田』が採用されない場合はJRに直接出向いて提言する」と強硬な姿勢を示したため議論は膠着し、最終案を決定する第9回部会では一案に絞るか、複数案を提案するかを含めて議論することになった。また妙高市側からは「駅名に『妙高』を入れるべき」との要望が寄せられた一方で、上越市側の一部委員の間には「『上越』以外の単語を加えるべきではない」との強硬論があった。延伸開業区間内の3つの新駅のうち、富山県の黒部宇奈月温泉駅と新高岡駅の場合、地元側からJR西日本側には複数の駅名案が提出されたのに対し、上越の場合は「一つの駅には一つの名前しか付けられない」として、JR東日本側へ提出する駅名案を一案のみに絞る基本方針を取り続けたことも議論が膠着する一因となっていた。
そして最終案をまとめるため開かれた2月14日の第9回部会では、1人の委員が「『上越』を入れずに『高田』を入れるべき」との主張を続けた一方、ほかの委員からは「『上越』は上越市周辺地域全体を示すもので、目的地として市名を入れるべき」「上越新幹線と紛らわしいが、逆にここが上越であることをアピールすべき」との意見もあり、結局駅名に「上越」を入れる基本方針が決まった。さらに「上越」に何らかの単語を加えるか否かについては前述の「妙高」のほか、上杉謙信の生誕地であることに因む「謙信」などの案があったが、結局「妙高」を加える案で一本化された。しかし最終案では「上越」単独を推す意見と「妙高」を付加する意見との間でまとまらず、結局複数案を提案するとの結論に至り、「妙高」を付加する駅名案については「上越市に所在するため『上越』を先にし、隣接する妙高市と妙高山を表す『妙高』を後に置く『上越妙高』とする」との案で一致した。部会長で上越教育大学副学長（当時）の佐藤芳徳は「ラグビーで言えばノーサイドというのがあるが、問題をいつまでも引きずらず、決まった駅名で地域が一丸となって盛り上げる形にしていただきたい」と総評を述べた。
3月22日の第10回部会で「第1案『上越駅』、第2案『上越妙高駅』」と序列を付けた名称案の最終意見が決定し、4月10日の連携会議2012年度第1回総会において報告された。当日配布されたJR側への要望書の文案は部会の結論通りだったが、総会では当初から示していた「多数決での採択はしない」との方針を踏襲して最終的な議論が進められ、妙高市長（当時）の入村明から「序列を付けず、2案を併記してもいいのではないか」と提案が出されたのを受け、連携会議会長で上越商工会議所会頭（当時）の田中弘邦が「JRと交渉する際には幅を持たせて両論を併記した方がやりやすい」として出席者の同意を求めたうえで「序列を付けずに『上越駅』と『上越妙高駅』の2案を併記する」との最終報告が決議された。連携会議ではこれを基に、同年5月29日にJR東日本新潟支社に、さらに8月7日にはJR東日本本社に対し駅名に関する要望書を提出した。一方「考える会」側は同日、JR東日本新潟支社に対し独自に「妙高高田駅」を要望する活動を行った。
2013年（平成25年）6月7日、JR東日本とJR西日本は延伸開業区間内の3つの新駅の名称を発表し、このうち上越駅の名称は地元行政側が要望した2案のうち「妙高」を付加する案が採用され「上越妙高駅」に決定した。JR東日本広報部は「上越は駅所在地の市名であり、妙高は知名度の高い観光地で、且つ隣接している市名。地元側から要望があった名称案でもあったので『上越妙高』に決定した」と理由を述べた。
駅名決定に際し、田中は「仮称の駅と正式駅名では与えるインパクトが違う。新幹線開業への臨場感が高まり、特に観光業界はPR強化の絶好機だ。駅名決定を取り組みの推進力としたい」、上越市長（当時）の村山秀幸は「よかった。100年先も愛されるよう、地元と訪れた人が一緒になって大事にしていきたい。（『妙高』が付いたことに関しては）地域が一体となってPRできる」、入村もコメントで「全国的に通用する『妙高』が入ったことは大変喜ばしい。観光面での広域連携がますます必要となる」と、いずれも歓迎の意向を示した。一方、委員の1人は記者会見を開き「市民の声がJRに届かず残念」としながら「『妙高』が名称に反映されたことは、運動の影響があったのかと思っている」と述べた。その後、新幹線駅舎では同年9月から11月上旬にかけ、東西の壁面に駅名標を設置する工事が行われた。

#### 在来線駅名称決定の経緯
一方、えちごトキめき鉄道は新幹線駅の名称が決定したのを受け、運営継承後の在来線駅の名称の検討を進め、同社社長（当時）の嶋津忠裕は同年9月6日に開かれた地元住民との意見交換会で「新幹線と在来線の駅名が同一でないと利用者の混乱を招く」と述べた上で、駅名を同一にする考えを示した。同社はその後検討を経て同年10月31日、在来線駅の名称を新幹線駅と同一の「上越妙高駅」とする旨を発表した。

#### 東口・西口・自由通路の名称決定の経緯
駅名等検討部会では2013年（平成25年）夏、上越市在住者を対象に、駅舎の東口と西口、自由通路の名称案の公募を実施した。その結果、東口には仮称の「東口」のほかに「上越口」「高田口」「高田公園口」「脇野田口」など9種類、西口には仮称の「西口」のほかに「妙高口」「妙高山口」「妙高高原・西口」など7種類、自由通路には「謙信通り」「釜蓋遺跡通り」「さくら通り」「レルヒ通り」「脇野田通り」など13種類の候補が寄せられた。部会ではこれを基に選考を進め、在来線の駅名が決定したのを受けて開催された同年11月8日の第16回部会において、東口・西口はそれぞれ仮称のまま「東口」「西口」、自由通路は「脇野田通り」とする案をまとめ、市に答申した。東西口名は括弧書きで地名を入れるなどの意見もあったが、来訪者の利便性に配慮して方角の名称に集約し「看板表記などで地名や行き先などに工夫を加える」という付帯意見を添える方針が採用された。また自由通路名については駅移設に伴い廃止される脇野田駅の名を残したいとの意見が大勢を占めた。
なお検討部会は駅名、東西口および自由通路の名称に関し、同日まで開いた合計16回の部会を経て、すべての活動を終了した。

### 発車メロディについて
新幹線ホームの発車メロディには、上越市大潟区出身の小山作之助が作曲した唱歌「夏は来ぬ」が採用されており、下りホーム（13・14番線）では曲の前半4小節、上りホーム（11・12番線）では後半4小節をアレンジした、いずれも塩塚博の編曲による各15秒間のメロディが放送される。
発車メロディに関する協議は2014年7月、上越市とJR東日本新潟支社によって開始された。親しみやすく地元にゆかりがあること、著作権等の問題を市が整理することなどを条件に、市が提案した候補曲を基にJR側が選考して採用を決定することになり、市では大学教授など音楽の専門家ら4人による選定検討委員会を設置し、候補曲を2曲決定して11月末にJRに伝達した。なお、この時点ではJR側からの要請もあり、候補曲の曲名は非公表とされた。
しかし、2015年（平成27年）1月5日、JRから市に対して、曲の使用に際して著作権料などの費用が発生しないものを提案するよう要請があり、この際に市側が提案した2曲の候補曲が「夏は来ぬ」と、上越市出身のメンバー・TOCが作詞したHilcrhymeの「春夏秋冬」であったことが明らかになった。これを受けて市は1月8日、「世代を超えて愛されるメロディで、旅行者にこの地域の美しい自然や文化、人々の優しさを印象付けることができる曲」として「夏は来ぬ」を改めて候補曲として提案し、JR新潟支社に市長名の要望書を提出した。
JR東日本とJR西日本では、2015年（平成27年）春の北陸新幹線の延伸開業区間内に所在する8駅すべて（長野駅を含む）で発車メロディを採用することを決定し、ほかの駅についてはJR東日本長野支社管内の長野駅と飯山駅が2014年11月9日に、JR西日本金沢支社管内の5駅が同年12月9日にそれぞれ使用曲を発表した。後者の時点でJR新潟支社管内の上越妙高駅だけが未発表となっていたが、前述の要望書提出後の2015年（平成27年）1月20日、JR新潟支社は上越妙高駅の発車メロディを『夏は来ぬ』とする旨を正式に発表し、これにより全8駅の発車メロディが決定した。その後、鉄道関連音源を手掛けるスイッチによって制作が進められ、同年2月20日に開かれた上越市議会の新幹線・並行在来線等対策特別委員会で音源が披露された。

### 管理境界について
前述のように上越妙高駅はJR東日本とJR西日本の管理境界となっているが、駅の施設および設備の管理はJR東日本新潟支社が行っている。また、駅設備を除く新幹線の保線、電力、機械などの保守管理は、開業当初はJR東日本長野支社が行っていたが、2019年（平成31年）4月1日以降は組織改正に伴いJR東日本新幹線統括本部が担うことになる。
列車の乗務担当に関しては、全列車が停車するホーム構造の長野駅で両社の運転士と車掌が乗務交代する方式で運行するのが効率的との判断から、2013年（平成25年）6月に両社間で交わされた合意に基づいて運行計画が決定され、東京駅 - 長野駅 - 金沢駅間を運行する「かがやき」と「はくたか」は、東京駅 - 長野駅間は従来通りJR東日本、長野駅 - 金沢駅間はJR東日本線区間も含めてJR西日本がそれぞれ乗務を担当している。ただし長野駅 - 上越妙高駅間についてはJR東日本の乗務員も訓練を行ったうえで、乗務可能な要員をJR東日本長野支社の長野総合運輸区に配置しており、同区間のみを運行する「はくたか」の臨時列車はJR東日本が乗務を担当している。

## その他
- 事務管コードは信越本線時代(脇野田駅)、▲301106を使用していた[41]。
- 北陸新幹線内の三連休東日本・函館パス、週末パスのフリーエリアは当駅までである。
- 2015年（平成27年）3月の北陸新幹線開業にあわせて、上越妙高駅お出迎えキャラクター「ウェルモ」が誕生した。モチーフはモグラ[42]。デザインは大塚いちお。

## 隣の駅
東日本旅客鉄道（JR東日本）・ 西日本旅客鉄道（JR西日本）
  北陸新幹線
飯山駅 - 上越妙高駅 - 糸魚川駅
えちごトキめき鉄道
■妙高はねうまライン
- 特急「しらゆき」停車駅・観光列車「越乃Shu*Kura」発着駅

■快速（土休日のみ運転、臨時列車扱い）
新井駅 - 上越妙高駅 - 南高田駅
■普通（「おかえり上越」も含む）
北新井駅 - 上越妙高駅 - 南高田駅

### 記事本文